# Reichsland Elsaß-Lothringen
Das Reichsland Elsaß-Lothringen war ein aus Teilen der Landschaften Elsass und Lothringen gebildetes Verwaltungsgebiet des Deutschen Reiches von 1871 bis 1918/19. Anders als die Bundesstaaten unterstand das Reichsland unmittelbar dem Deutschen Kaiser.

## Geschichte

### Geschichte bis zur Gründung des Reichslandes

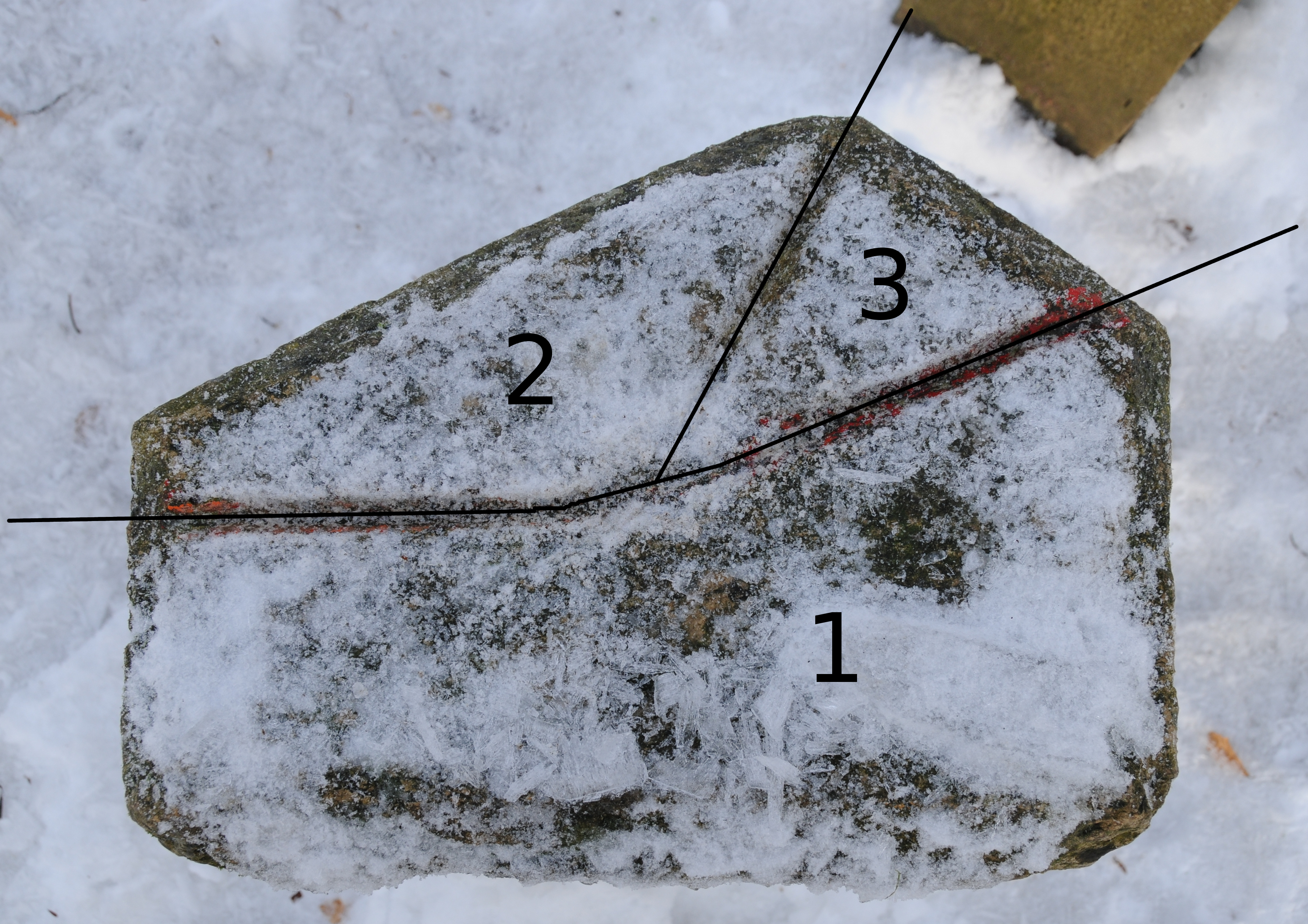
Historischer Dreiländer-Grenzstein, die „linke untere Ecke des Deutschen Reichs“ an der Gemarkung Pfetterhouse. 1: Schweiz, 2: Frankreich, 3: Deutschland

Die heutigen Regionen Elsass und Lothringen gehörten seit dem Vertrag von Meerssen im Jahr 870 zum Ostfränkischen Reich (später Heiliges Römisches Reich). Wie überall bestanden auch hier verschiedene reichsstädtische, geistliche und reichsständische Territorien.
1552 schlossen protestantische deutsche Fürsten und der französische König das Abkommen von Chambord. Daraufhin annektierte der Letztere die Territorien, die ihm laut dem Abkommen zustanden – so auch das Bistum Metz, ein Fürstbistum des Heiligen Römischen Reichs, mitsamt der Stadt Metz. Im Westfälischen Frieden 1648 wurde Frankreich im Besitz dieser Gebiete bestätigt. Ebenfalls im Westfälischen Frieden wurden Frankreich die ehemals habsburgischen Gebiete im Elsass, d. h. insbesondere der Sundgau (ohne die Stadt Mülhausen, die zwischen 1515 und 1798 zur alten Eidgenossenschaft gehörte) und die Landvogtei über den elsässischen Zehnstädtebund zugesprochen.
Der größte Teil des späteren Reichslandes wurde durch Frankreich unter Ludwig XIV. im Zuge der Reunionspolitik in der zweiten Hälfte des 17. Jahrhunderts nach und nach annektiert. Straßburg wurde 1681 von Truppen Ludwigs XIV. besetzt. Das Elsass spielte jedoch noch lange Zeit eine Sonderrolle im französischen Königreich und blieb kulturell deutsch geprägt. Es herrschte auch im Gegensatz zum übrigen Frankreich eine Toleranz gegenüber den Protestanten, wenn auch die französische Obrigkeit den Katholizismus begünstigte, wo immer es ging (das Straßburger Münster musste 1681 an die Katholiken übergeben werden), und wirtschaftlich war das Elsass durch eine Zollgrenze vom übrigen Frankreich getrennt. Im Jahr 1766 fiel auch das Herzogtum Lothringen entsprechend den Bestimmungen des Friedensvertrags von Wien (1738) an Frankreich.
In der französischen Revolutionszeit wurden nach 1789 die alten feudalen Strukturen und regionalen Sonderrechte und damit auch viele Bindungen an das benachbarte Deutschland beseitigt. Die Region wurde Teil der Ersten Französischen Republik und in neu geschaffene Départements aufgeteilt, deren Grenzen sich nicht mit den alten Regionsgrenzen und den späteren Grenzen des Reichslandes deckten (siehe nebenstehende Karte). Nach der Niederlage Napoleons verblieben das Elsass und Lothringen im Wiener Kongress 1815 bei Frankreich. Waren die deutschsprachigen Bewohner des Landes vor 1789 trotz der französischen Herrschaft noch weitgehend der deutschen Kultur verbunden gewesen, orientierten sich nach der Französischen Revolution immer mehr Elsässer und Lothringer in Richtung Frankreich und Paris. Da in Frankreich aber keine allgemeine Schulpflicht in französischer Sprache bestand, blieb Deutsch als Umgangs- und Alltagssprache im Elsass und in Deutsch-Lothringen erhalten.

### Elsass-Lothringen im Deutschen Reich

Grenzen der französischen Départements und Grenzziehung Elsass-Lothringens 1871

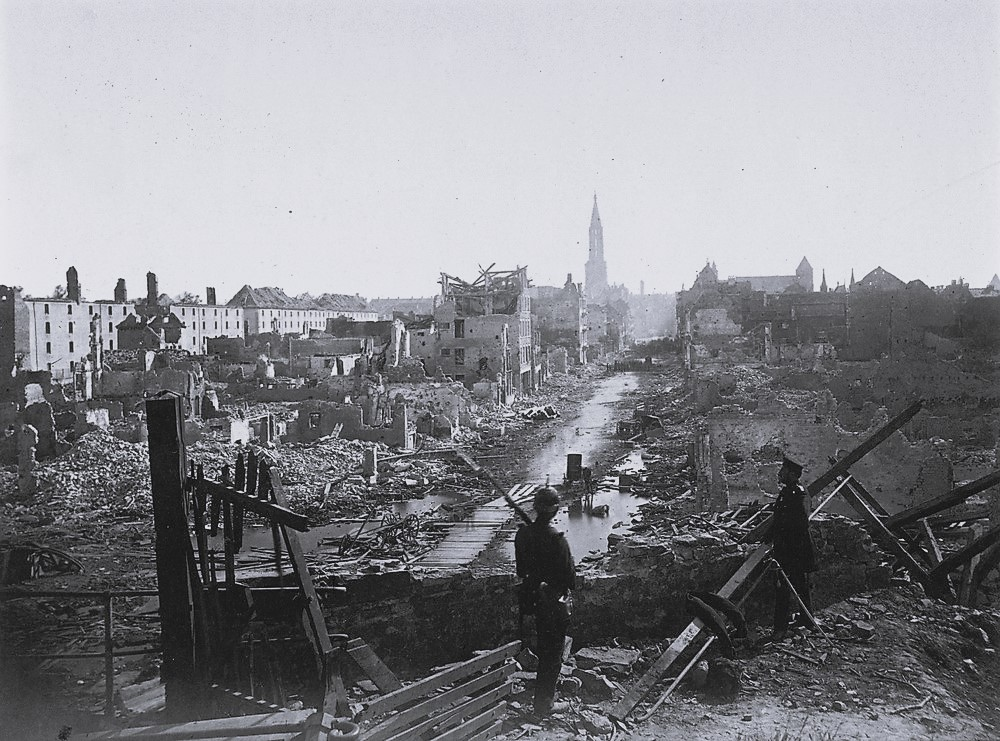
Schwere Zerstörungen in Straßburg nach dem Beschuss durch deutsche Artillerie (Foto vom 28. September 1870)

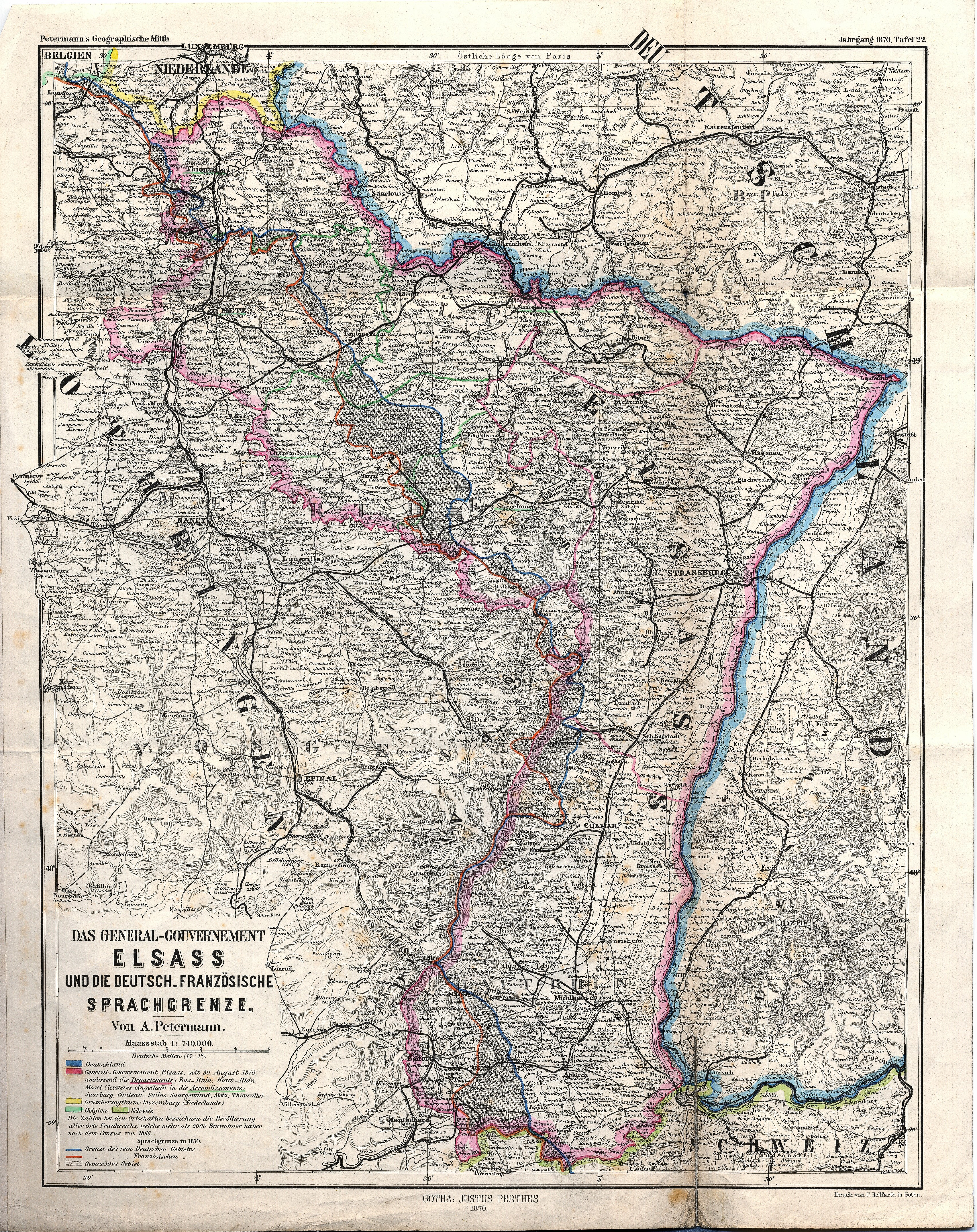
Generalgouvernement Elsass 1870

Grenzbahnhof Deutsch-Avricourt an der Bahnstrecke Paris–Straßburg (Hintergrund), vorne die Deutsch-Französische Grenze

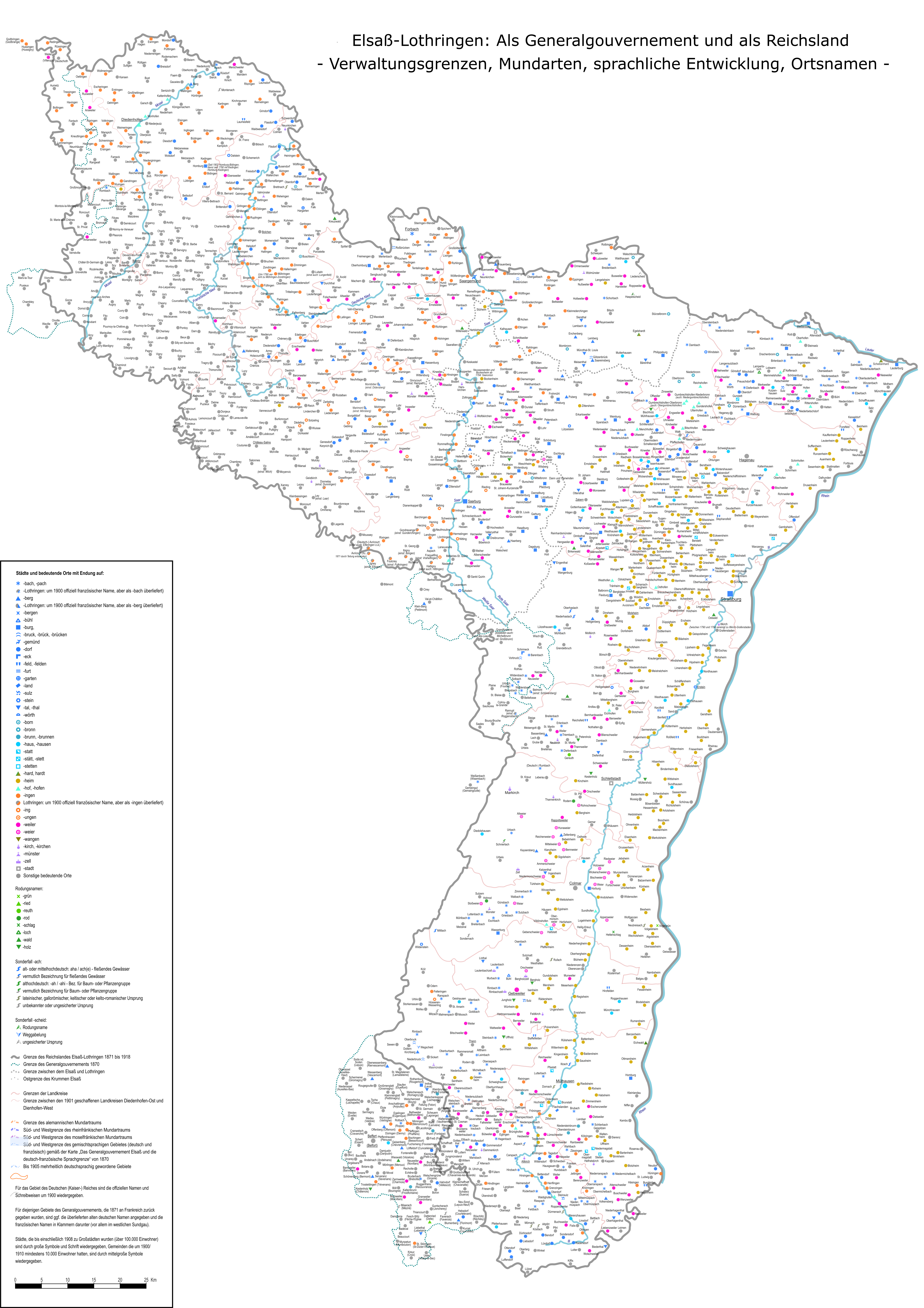
Elsaß-Lothringen als Generalgouvernement (1870) und als Reichsland (1871–1918): Ortsnamen, Verwaltungsgrenzen, Grenzlinien der deutschen Mundarten und sprachliche Entwicklung bis 1905.

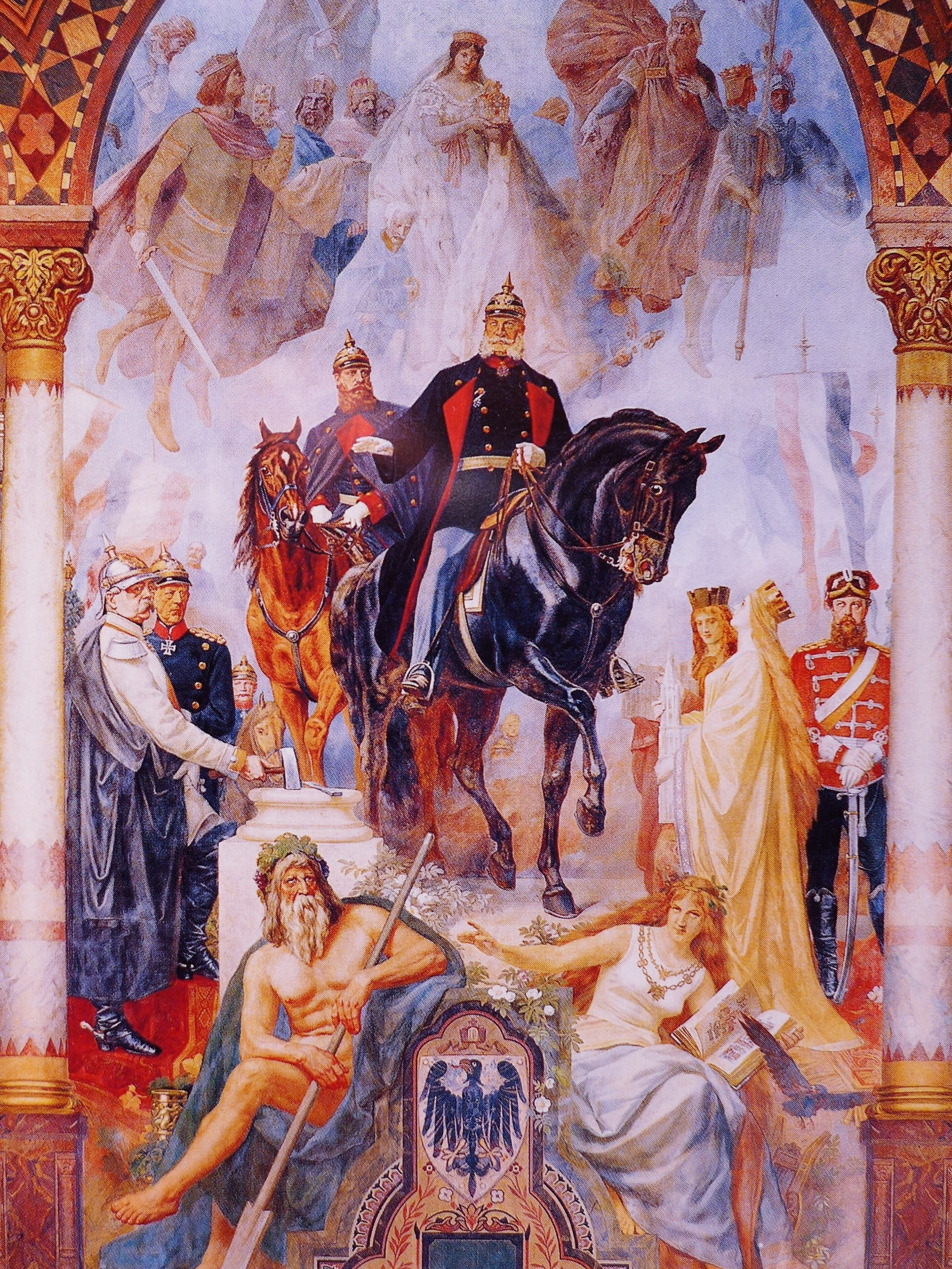
Hermann Wislicenus: Rechts: Alsatia (Elsass) mit dem Straßburger Münster und Lotharingia (Lothringen) mit dem Metzer Dom huldigen Kaiser Wilhelm I. (Kaisersaal der Goslarer Kaiserpfalz, Zentralgemälde Die Wiedererstehung des Deutschen Reiches 1871 aus dem Jahr 1882)

#### Vom Deutsch-Französischen Krieg bis zum Frankfurter Frieden
Der Deutsch-Französische Krieg von 1870/71 verlief für Frankreich von Anbeginn ungünstig. Schon die ersten Gefechte im August 1870 bei Weißenburg und Wörth im nördlichen Elsass gingen verloren, und die norddeutschen Truppen und süddeutschen Verbündeten besetzten das Elsass. Straßburg wurde sechs Wochen lang von den deutschen Truppen belagert. Dabei wurde auch das Münster durch Artilleriebeschuss beschädigt, und die alte Stadt- und Universitätsbibliothek mit ihrer kostbaren mittelalterlichen Handschriftensammlung wurde bei einem Brand vernichtet, darunter auch das einzige Exemplar der mittelalterlichen Enzyklopädie Hortus Deliciarum der Äbtissin Herrad von Landsberg. Noch während der Belagerung von Metz wurde General Friedrich Alexander von Bismarck-Bohlen am 21. August 1870 als Generalgouverneur für die deutsch besetzten Gebiete eingesetzt. Als Zivilkommissar und damit ihm zur Seite gestellter Leiter der Zivilverwaltung nahm Friedrich von Kühlwetter kurz darauf seine Arbeit auf. Während des Krieges orientierte sich die öffentliche Meinung in Deutschland zunehmend an der Wiedergewinnung des in sprachlicher und kultureller Hinsicht zu dieser Zeit immer noch überwiegend deutschen Elsasses. Bismarck selbst stand im privaten Gespräch der Annexion zwiespältig gegenüber. Einerseits sah er in ihr die Möglichkeit, damit die innere Einheit des neu gegründeten Deutschen Kaiserreichs zu festigen; außerdem sprachen militärstrategische Gesichtspunkte für die Annexion. Andererseits war sich Bismarck als Realpolitiker bewusst, dass das deutsch-französische Verhältnis dadurch auf Dauer belastet würde. Er ging aber auch von einer deutsch-französischen Erbfeindschaft mit oder ohne Annexion als historischer Konstante aus. In den Jahren nach dem Krieg befürchtete er einen cauchemar des coalitions, einen „Albtraum der Koalitionen“. Er versuchte, dem auf Revanche sinnenden Frankreich durch ein umfangreiches defensives Bündnissystem zu begegnen.
Mit dem Frieden von Frankfurt im Mai 1871 wurden das Elsass und der nordöstliche Teil Lothringens dem neu gegründeten Deutschen Reich angegliedert. Der völkerrechtliche Gebietsübergang erfolgte bereits am 2. März 1871, dem Tag des Inkrafttretens des Versailler Vorfriedens; zu einem integralen Bestandteil des Reichsgebietes im staatsrechtlichen Sinne wurde Elsaß-Lothringen am 28. Juni 1871 mit dem Inkrafttreten des Reichsgesetzes vom 9. Juni 1871 über die Vereinigung von Elsass und Lothringen mit dem Deutschen Reich. Im September 1871 wurde das Militärgouvernement aufgelöst und die Verwaltung dem Oberpräsidium unter Eduard von Moeller übertragen.
Die Grenzziehung im Bereich des Elsass folgte im Wesentlichen der Sprachgrenze entlang des Hauptkamms der Vogesen. Allerdings wurde um die Orte Schirmeck östlich des Vogesenkamms und Sainte-Marie-aux-Mines aus militärstrategischen Gründen ein Gebiet mit einer französischsprachigen Bevölkerung einbezogen. Die historisch zum südlichen Elsass (das heißt zum Sundgau) gehörige, aber von alters her französischsprachige Stadt Belfort mit ihrem Umland (Arrondissement Belfort) an der Burgundischen Pforte verblieb bei Frankreich.
Auch der größte Teil des alten Gesamt-Lothringens (Lorraine) mit der Hauptstadt Nancy blieb bei Frankreich, die Stadt Metz mitsamt Festung und Umland wurde allerdings – vor allem aus strategischen Beweggründen – dem Deutschen Reich zugeschlagen. Durch diese Grenzziehung wurden 200.000 Lothringer mit französischer Muttersprache zu Reichsdeutschen. Zwar handelte es sich dabei nur um ca. 15 % der Bevölkerung Elsaß-Lothringens, somit wesentlich weniger als die zuvor und danach deutschsprachigen Elsässer und Lothringer in Frankreich; allerdings belastete dieser Umstand die deutsch-französischen Beziehungen in den folgenden Jahrzehnten zusätzlich.

#### Die Option
Die Bewohner Elsaß-Lothringens erhielten, sofern sie nicht aus Zentralfrankreich zugewandert waren, nach den Bestimmungen des Friedensvertrages von Frankfurt die elsass-lothringische Staatsangehörigkeit, hatten aber die Möglichkeit, sich bis zum 1. Oktober 1872 für die Beibehaltung der französischen Staatsbürgerschaft zu entscheiden. Ursprünglich war vorgesehen, dass diejenigen, die sich für die französische Staatsbürgerschaft entschieden (sogenannte Optanten), das Land zu verlassen hätten. Sie durften dabei ihr Eigentum mitnehmen bzw. frei veräußern. Insgesamt optierten 160.878 Personen, d. h. etwa 10,4 % der Gesamtbevölkerung, für die französische Staatsbürgerschaft. Der Anteil der Optanten war besonders hoch im Oberelsass, wo 93.109 Personen (20,3 %) erklärten, die französische Staatsbürgerschaft behalten zu wollen, und deutlich geringer im Unterelsass (6,5 %) und in Lothringen (5,8 %).
Letztlich wanderte aber nur ein Bruchteil der Optanten tatsächlich nach Frankreich aus. Insgesamt verließen etwa 50.000 Personen das Reichsland in Richtung Frankreich, was 3,2 % der Bevölkerung entsprach. Die etwa 110.000 Optanten, die nicht bis zum 1. Oktober 1872 ausgewandert waren, hatten damit ihre Option auf die französische Staatsbürgerschaft verloren. Sie wurden aber auch nicht durch die deutschen Behörden ausgewiesen, sondern behielten die deutsche Staatsbürgerschaft. Auch nach 1872 wanderten dauerhaft Menschen aus, ohne dass die Gründe klar zu benennen wären. Deutschland insgesamt war bis in die 1890er Jahre ein ausgesprochenes Auswanderungsland. Zum Teil wollten aber junge Elsässer auf diese Weise auch dem Militärdienst in der deutschen Armee entgehen. Durch die Optanten hatten viele Elsaß-Lothringer familiäre Beziehungen nach Frankreich, da es nicht selten vorkam, dass einige Familienangehörige für Frankreich optierten und dorthin auswanderten, während andere im Land verblieben.

#### Haltung der Bevölkerung zu den neuen Verhältnissen
Der Anteil der deutschsprachigen Muttersprachler betrug rund 90 %, jedoch verhielten sich katholische Teile der elsass-lothringischen Bevölkerung gegenüber der unter Führung des protestantisch geprägten Preußen zustandegekommenen Vereinigung mit Deutschland eher skeptisch. Während die Katholiken sich nicht selten mit dem katholisch geprägten französischen Staat identifizierten und eine Benachteiligung durch das überwiegend protestantische Preußen befürchteten, befürworteten die einheimischen Protestanten die Zugehörigkeit zum Deutschen Reich. Die evangelisch-lutherische Kirche bekannte sich zu Deutschland und erhoffte sich so ein Zurückdrängen der französisch geprägten katholischen Bevormundung. Insbesondere die Landbevölkerung unterstützte die Bestrebungen, während es in den Städten Straßburg und Mülhausen auch einige prominente Mitglieder protestantischer Notabeln-Familien gab, die eine profranzösische Haltung vertraten.
Während dies bei der französischsprachigen Minderheit so zu erwarten war, reagierten deutsche Verwaltungsbeamte, die ins Land kamen, konsterniert angesichts der frankophilen Einstellung vieler Elsässer, von denen die meisten nicht einmal französische Sprachkenntnisse aufzuweisen hatten. Der preußische Ministerialrat Ludwig Adolf Wiese schrieb über einen Besuch in Elsaß-Lothringen im Mai/Juni 1871:

„Der Gesamteindruck […] war aber mehr niederschlagend als hoffnungsreich. Die Entfremdung der Lothringer und ebenso der Elsässer von Deutschland ging viel tiefer und ihre Anhänglichkeit an Frankreich war inniger als ich erwartet hatte; sie hatten keine nationale Fühlung mehr mit uns. Es machte den Elsässern nichts, daß sie in Frankreich doch eigentlich nur für eine niedere und unvollkommene Species von Franzosen galten, ja oft zu komischen Figuren gebraucht wurden; es war dennoch eine Ehre, zu ihnen, zur grande nation zu gehören. […] räthselhaft und betrübend war mir, wie das Blendende des französischen Namens, das Bestechende der französischen Bildungsformen, und schließlich die große Macht der Gewohnheit auch edlere und gebildetere Geister gefangen genommen […] hatte …“

Die meisten der in den Reichstagswahlen 1874–1887 gewählten jeweils 15 elsässisch-lothringischen Abgeordneten wurden wegen ihrer Opposition gegenüber der Annexion den „Protestler-Abgeordneten“ zugerechnet (französisch députés protestataires). Kurz nach der ersten Reichstagswahl 1874 in Elsaß-Lothringen stellten die Protestler im Reichstag den Antrag, dass ein Plebiszit über die staatliche Zugehörigkeit des Reichslandes durchzuführen sei: „Der Reichstag möge beschließen, daß die Bevölkerung von Elsaß-Lothringen, die ohne befragt worden zu sein, dem Deutschen Reich durch den Vertrag von Frankfurt eingegliedert worden ist, aufgerufen wird, sich zu dieser Annexion zu äußern.“ Der Antrag wurde mit großer Mehrheit abgelehnt. Die Bevölkerung wurde weder im Jahr 1870/71 noch im Jahr 1918 nach ihrer Meinung über die staatliche Zugehörigkeit gefragt, ebenso wenig wie es in Zeiten davor gewesen war, etwa 1681 und 1814/15.
Die Protestler lehnten die Zusammenarbeit mit den deutschen Behörden und konstruktive politische Arbeit im Reichstag ab und nahmen nach ihrer Wahl nicht an dessen Sitzungen teil (einige gewählte lothringische Abgeordnete waren mangels Beherrschung der deutschen Sprache dazu auch gar nicht in der Lage). Daneben gab es jedoch auch Personen des politischen Lebens, die aus verschiedenen Motiven für eine „Haltung der Vernunft“ plädierten. Diese sogenannten Autonomisten waren mehrheitlich ebenfalls frankreichfreundlich gesinnt, nahmen aber eine realpolitische Haltung ein und erstrebten eine lokale, möglichst weitgehende Autonomie des Reichslandes. Sie beteiligten sich an der Kommunalpolitik und stellten Kandidaten auf, die bereit waren, den erforderlichen Eid auf den Kaiser und die Verfassung zu leisten. Das publizistische Organ der Autonomisten war das dem Liberalen Gustav Fischbach gehörende Elsässer Journal. Chefredakteur der Zeitung war ab dem 1. Oktober 1875 Carl August Schneegans, der ab 1877 als Abgeordneter für den Wahlkreis Zabern im Reichstag saß und dort als Sprecher der Autonomisten aktiv war.

Eine wichtige Rolle bei der Haltung der Bevölkerung zur Annexion spielte die Konfession. Nachdem die Auseinandersetzung zwischen Staat und katholischer Kirche, der sogenannte Kulturkampf, ab 1872/73 auch in Elsaß-Lothringen ausgebrochen war, wurde die katholische Kirche zu einem Träger des Widerstandes gegen die deutschen Autoritäten. Während aller Reichstagswahlen zwischen 1874 und 1912 waren von den 15 elsass-lothringischen Abgeordneten zwischen drei und sieben Mandatsträger katholische Priester. Einen Höhepunkt erreichte diese Auseinandersetzung, als am 3. August 1873 ein Hirtenbrief des Bischofs von Nancy-Toul auch in den Kreisen Château-Salins und Saarburg, die (noch) zu seiner Diözese gehörten, verlesen wurde, in denen zu einem Gebet für die Wiedervereinigung Elsaß-Lothringens mit Frankreich aufgerufen wurde. Die deutsche Obrigkeit reagierte mit Polizeimaßnahmen, Verhaftungen und Disziplinarverfahren sowie Verbot katholischer Presseorgane. Die evangelische Minderheitsbevölkerung wählte ab der Reichstagswahl 1877 überwiegend die Autonomisten. Mit der Zeit wandten sich die Elsass-Lothringer jedoch immer mehr den reichsdeutschen Parteien zu, so etwa die Katholiken dem Zentrum, das evangelische Bürgertum den Liberalen und Konservativen und die entstehende Arbeiterschaft der SPD. Die Protestler spielten ab der Wahl 1890 keine wesentliche Rolle mehr.

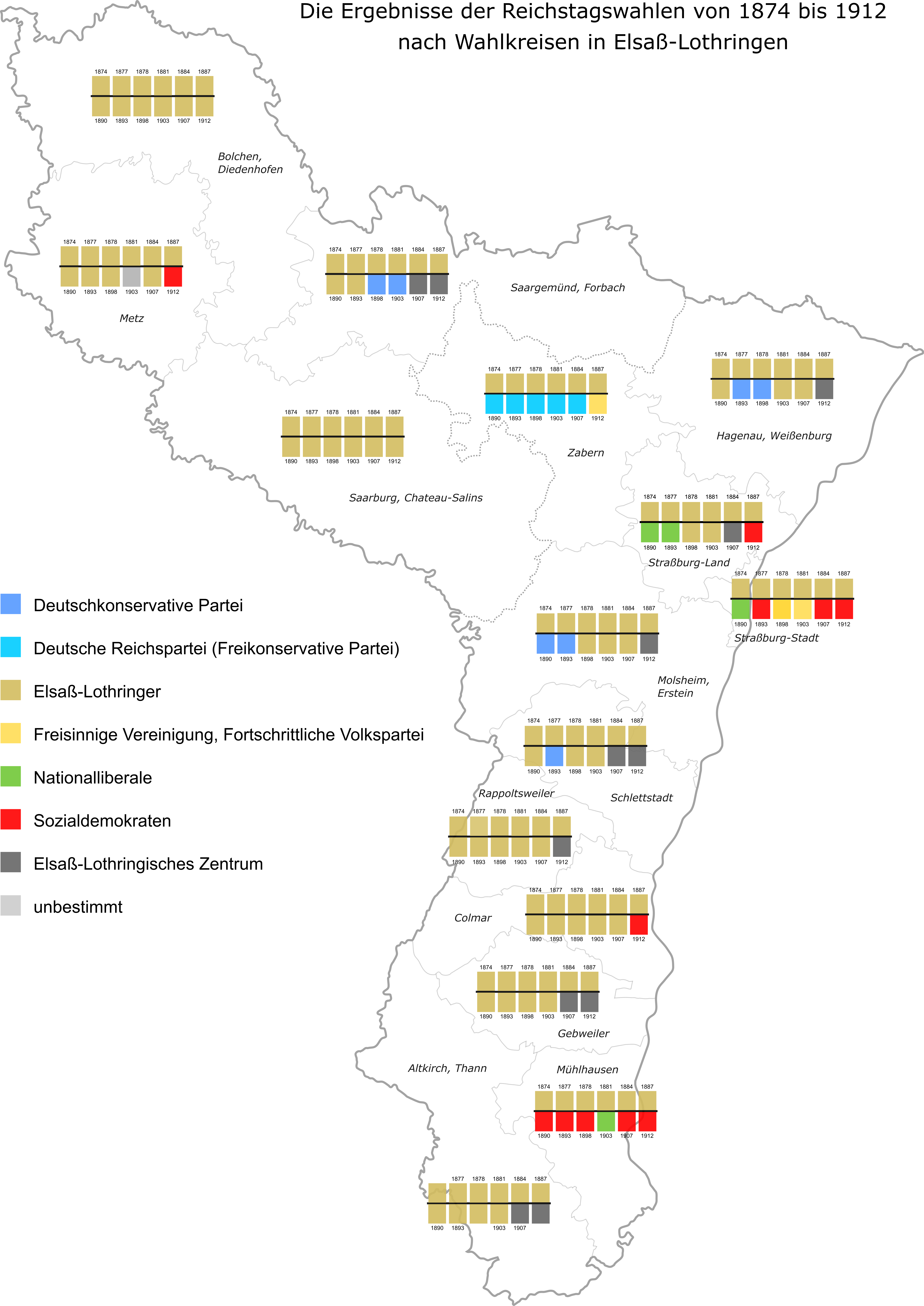
Die Ergebnisse der Reichstagswahlen von 1874 bis 1912 nach Wahlkreisen in Elsaß-Lothringen

Ab Anfang des 20. Jahrhunderts spielte die Opposition zur reichsdeutschen Obrigkeit kaum noch eine Rolle. Es gab schlicht keine gesellschaftlichen Gruppen mehr, die eine Rückkehr zu Frankreich befürworteten. Die Protestanten hatten traditionell ein positives Deutschlandbild, während die jüdische Bevölkerung nach der Dreyfus-Affäre Frankreich mit Misstrauen begegnete. Die laizistische Politik Frankreichs ab 1905 (Gesetz zur Trennung von Kirche und Staat) führte zu einem längeren Konflikt zwischen der Katholischen Kirche und dem französischen Staat und in katholischen Kreisen des Reichslandes zu einer Entfremdung von Frankreich. Der Aufstieg der Sozialisten in Frankreich wurde von den Katholiken mit Argwohn beobachtet. Mit zur Dämpfung profranzösischer Strömungen trug der wirtschaftliche Aufschwung, den das Reichsland spätestens seit den 1890er Jahren erlebte, bei. Gerade jüngere Einwohner, die keinen Kontakt mehr zu Frankreich hatten, verstanden sich mit großer Selbstverständlichkeit als Deutsche.

#### Ergebnisse der Reichstagswahlen 1874–1912
Die Einwohner erhielten das Wahlrecht zum Deutschen Reichstag, in dem das Reichsland ab 1874 mit 15 Abgeordneten (von 397) fortan vertreten war. Die folgende Tabelle zeigt die Ergebnisse der Reichstagswahlen in Elsaß-Lothringen 1874 bis 1912.
|                                                    | 1874     | 1877          | 1878          | 1881          | 1884          | 1887      | 1890                       | 1893                        | 1898                         | 1903                           | 1907                     | 1912                 |
| -------------------------------------------------- | -------- | ------------- | ------------- | ------------- | ------------- | --------- | -------------------------- | --------------------------- | ---------------------------- | ------------------------------ | ------------------------ | -------------------- |
| Einwohnerzahl (in Tsd.)                            | 1550     | 1532          |               | 1567          |               | 1564      |                            | 1604                        | 1641                         | 1719                           | 1815                     | 1874                 |
| Wahlberechtigte (in %)                             | 20,6     | 21,6          | 21,0          | 19,9          | 19,5          | 20,1      | 20,3                       | 20,3                        | 21,0                         | 21,7                           | 21,9                     | 22,3                 |
| Wahlbeteiligung (in %)                             | 76,5     | 64,2          | 64,1          | 54,2          | 54,7          | 83,3      | 60,4                       | 76,4                        | 67,8                         | 77,3                           | 87,3                     | 84,9                 |
| Konservative (K)                                   | 2,2      | 0,3           | 12,1          | 3,2           | 1,6           | 1,9       | 12,0                       | 6,2                         | 0,3                          |                                |                          |                      |
| Deutsche Reichspartei (RP)                         | 2,2      | 0,3           | 12,1          | 3,2           | 1,6           | 1,9       | 7,7                        | 14,6                        | 9,1                          | 7,8                            | 2,8                      | 2,1                  |
| Nationalliberale (NL)                              |          | 0,0           |               | 0,0           | 0,0           | 0,0       | 11,5                       | 8,5                         | 4,7                          | 6,0                            |                          |                      |
| Elsässische Fortschrittspartei (EFP)               |          |               |               |               |               |           |                            |                             |                              |                                | 17,2                     | 19,5                 |
| Freisinnige Vereinigung (FVg)                      |          |               |               |               |               |           |                            |                             | 8,2                          | 6,2                            |                          |                      |
| Freisinnige Volkspartei (FVp)                      |          |               |               |               |               |           |                            | 1,9                         |                              | 0,5                            |                          |                      |
| Elsass-lothringische/ Demokratische Volkspartei    |          |               |               |               |               |           |                            |                             | 0,9                          | 3,2                            |                          |                      |
| Elsaß-Lothringer Zentrum (ELZ)                     |          |               |               |               |               |           |                            | 7,8                         | 24,3                         | 25,9                           | 35,2                     | 28,5                 |
| Zentrumspartei (Z)                                 | 0,0      | 0,0           | 0,0           | 2,3           | 0,0           | 0,0       | 2,1                        | 0,0                         | 0,0                          | 7,1                            | 4,4                      | 5,4                  |
| SPD Elsaß-Lothringen (S)                           | 0,3      |               | 0,1           | 0,4           | 1,8           | 0,3       | 10,7                       | 19,3                        | 22,7                         | 24,2                           | 23,7                     | 31,8                 |
| Protestler (P)                                     | 32,2     | 35,7          | 31,9          | 54,1          | 55,6          | 59,5      | 10,4                       | 2,7                         |                              |                                | 0,0                      | 4,5                  |
| Autonomisten (AU)                                  | 19,0     | 26,3          | 23,7          | 11,3          | 8,5           | 15,4      | 0,7                        | 2,1                         | 2,1                          |                                |                          |                      |
| Individualkandidaten des polit. Katholizismus (KT) | 44,0     | 37,3          | 32,0          | 28,3          | 31,9          | 22,7      | 46,0                       | 35,3                        | 14,5                         | 2,9                            | 2,5                      |                      |
| Lothringer Block Unabh. Lothring. Partei (LO)      |          |               |               |               |               |           |                            |                             | 11,2                         | 15,9                           | 14,1                     | 7,1                  |
| Sonstige                                           | 0,7      | 0,6           | 0,2           | 0,6           | 0,8           | 0,2       | 1,1                        | 1,9                         | 12,0                         | 7,0                            | 5,9                      | 0,2                  |
|                                                    | 1874     | 1877          | 1878          | 1881          | 1884          | 1887      | 1890                       | 1893                        | 1898                         | 1903                           | 1907                     | 1912                 |
| Mandatsverteilung                                  | P 6 KT 9 | P 5 AU 5 KT 5 | P 5 AU 4 KT 6 | P 8 AU 1 KT 6 | P 9 AU 1 KT 5 | P 10 KT 5 | P 1 KT 9 K 1 RP 1 NL 2 S 1 | P 1 KT 7 K 3 RP 1 S 2 FVg 1 | KT 8 LO 2 K 2 RP 1 S 1 FVg 1 | KT 7 LO 4 RP 1 NL 1 FVg 1 Fp 1 | ELZ 8 KT 1 LO 3 RP 1 S 2 | ELZ 7 S 5 LO 2 EFP 1 |

FVp: Fortschrittliche Volkspartei, durch Zusammenschluss aller linksliberalen Gruppierungen entstanden.
ELZ: Elsaß-Lothringische Zentrumspartei, 1906 gegründet, Vorläuferorganisationen waren der Landesverband der Deutschen Zentrumspartei, sowie die Ortsgruppen des Volksvereins für das katholische Deutschland

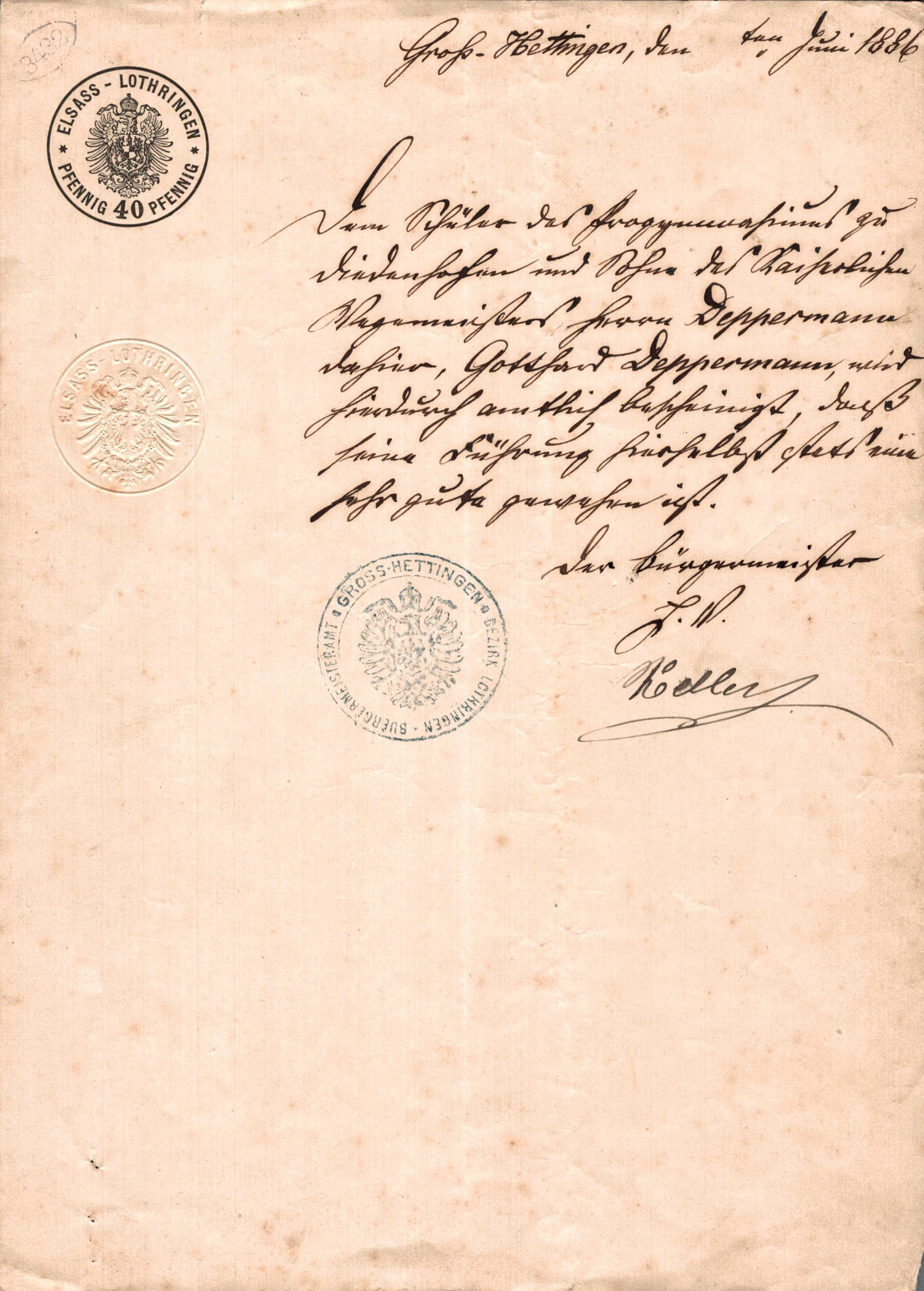
Führungs- und Unbescholtenheitszeugnis von 1886 aus Groß-Hettingen mit Prägesiegel auf Stempel- und Gebührenpapier

Die Zusammenstellung zeigt, dass die große Mehrheit der Bewohner des Reichslandes in den ersten beiden Jahrzehnten dem Deutschen Reich skeptisch gegenüberstanden und regionale Parteien (elsass-lothringische Protestler und Autonomisten) wählten. Nach der Entlassung Bismarcks 1890 lockerte sich die Parteienlandschaft jedoch auf, und reichsdeutsche Parteien (SPD, Zentrum, Nationalliberale, Linksliberale, Konservative) fanden mehr und mehr Anhänger. Auf dem Land und in den überwiegend französischsprachigen Wahlkreisen Lothringens blieben die Autonomisten weiterhin stark; in den Städten, insbesondere in Straßburg und Mühlhausen, spielten sie zunehmend nur noch eine untergeordnete Rolle, hier dominierten die Sozialdemokraten. Das zum deutschen Reichstag gültige Mehrheitswahlrecht begünstigte jedoch regionale Parteien und benachteiligte große Massenparteien wie die SPD. Bei den letzten Reichstagswahlen 1912 gingen im Elsaß alle Wahlkreise an reichsdeutsche Parteien oder deren lokale Ableger (z. B. das elsaß-lothringische Zentrum), wie die Karte auf der rechten Seite zeigt.

#### Militärpolitische Entwicklung Elsaß-Lothringens

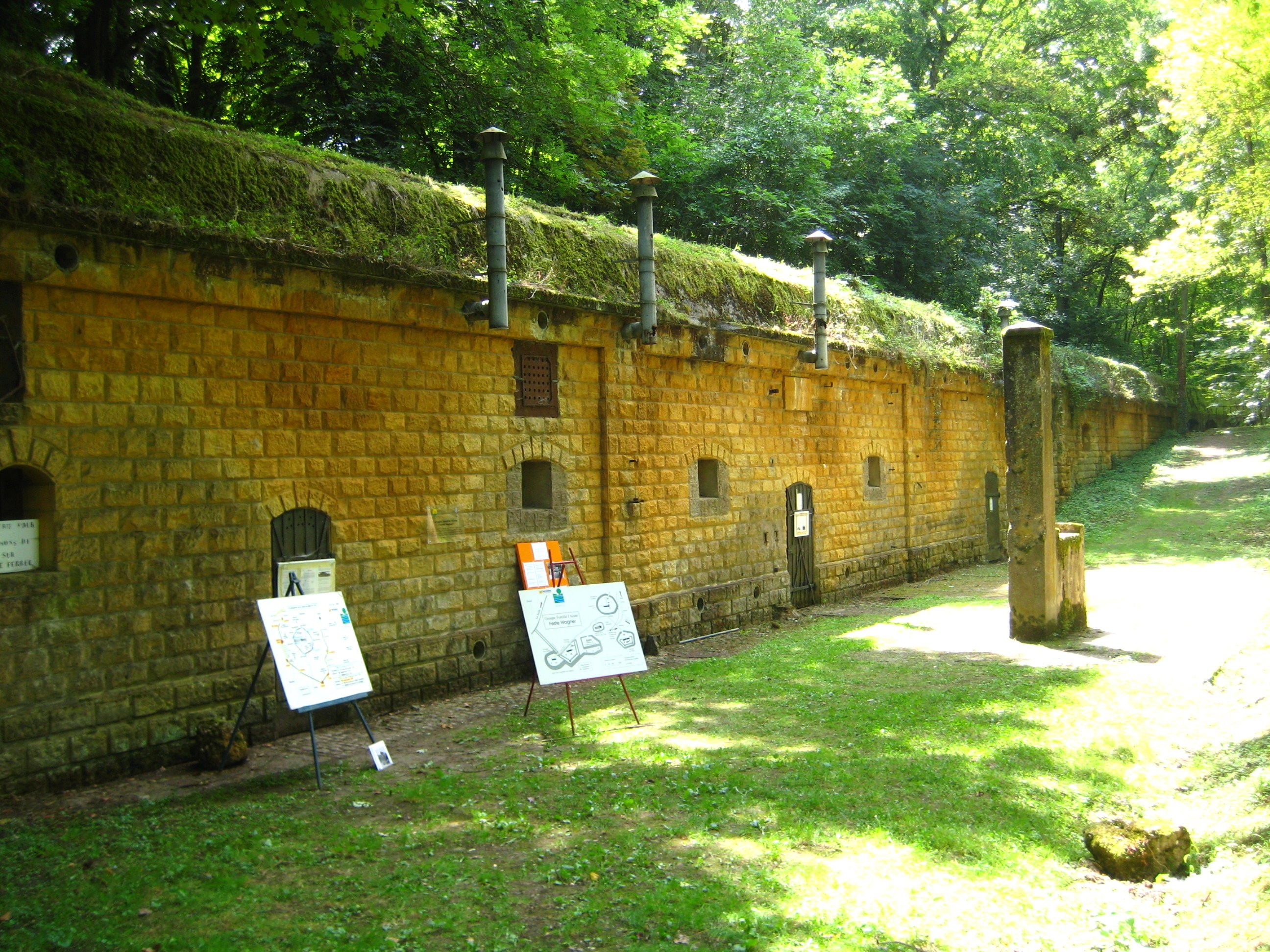
Heutige Reste der Festungsanlagen in der Nähe von Metz: die Feste Wagner, erbaut 1904–1912, nach 1918 umbenannt in Groupe fortifié l’Aisne

In den Jahrzehnten nach 1871 wurde die Festung Metz unter deutscher Herrschaft zur größten Festungsanlage der Welt ausgebaut mit einem Kranz von Vorwerken, die zum Teil weit vor den eigentlichen Befestigungen lagen. Metz wurde durch den Zuzug von Militärpersonen und anderen Altdeutschen, also Zuwanderern aus dem übrigen Deutschland, zu einer mehrheitlich deutschsprachigen Stadt.
Bei der Formierung des Deutschen Heeres nach der Reichsgründung war aus bereits vorhandenen Truppen das XV. preußische Armeekorps entstanden. Das Korps erhielt seinen Bezirk im neuen Grenzland Elsaß-Lothringen, wie ebenfalls das 1890 aufgestellte XVI. Armeekorps. Die südlichen Territorien des Reichslandes gehörten zu den Bezirken des 1871 aus badischen Truppen aufgestellten XIV. und ab 1912 die nordöstlichen zum XXI. Armeekorps.
Die Rekrutierungsbezirke dieser Korps lagen außerhalb Elsaß-Lothringens. Dies traf auch auf die später im Rahmen von Heeresvergrößerungen bei diesen Korps aufgestellten und nicht immer im Reichsland stationierten Ober- und Unter-Elsässischen und Lothringischen Regimenter zu. Die zum Wehrdienst eingezogenen Elsässer und Lothringer wurden dagegen, wie als ebenso politisch unzuverlässig geltende aktive und passive Sozialdemokraten, einzeln auf sämtliche preußische Armeeeinheiten verteilt. Erst ab 1903 wurde ein Viertel der Elsässer Rekruten versuchsweise zu den Truppen eingezogen, die in ihrem Heimatland stationiert waren.
Im Jahr 1910 waren 4,3 % der ortsanwesenden Bevölkerung – etwa 80.000 Personen – Militärangehörige, womit Elsaß-Lothringen die am dichtesten mit Truppen belegte Region Deutschlands war und zugleich den höchsten männlichen Bevölkerungsanteil aufwies (im Jahr 1900: 880.437 männliche und 839.033 weibliche Bewohner).

#### Status als „Reichsland“

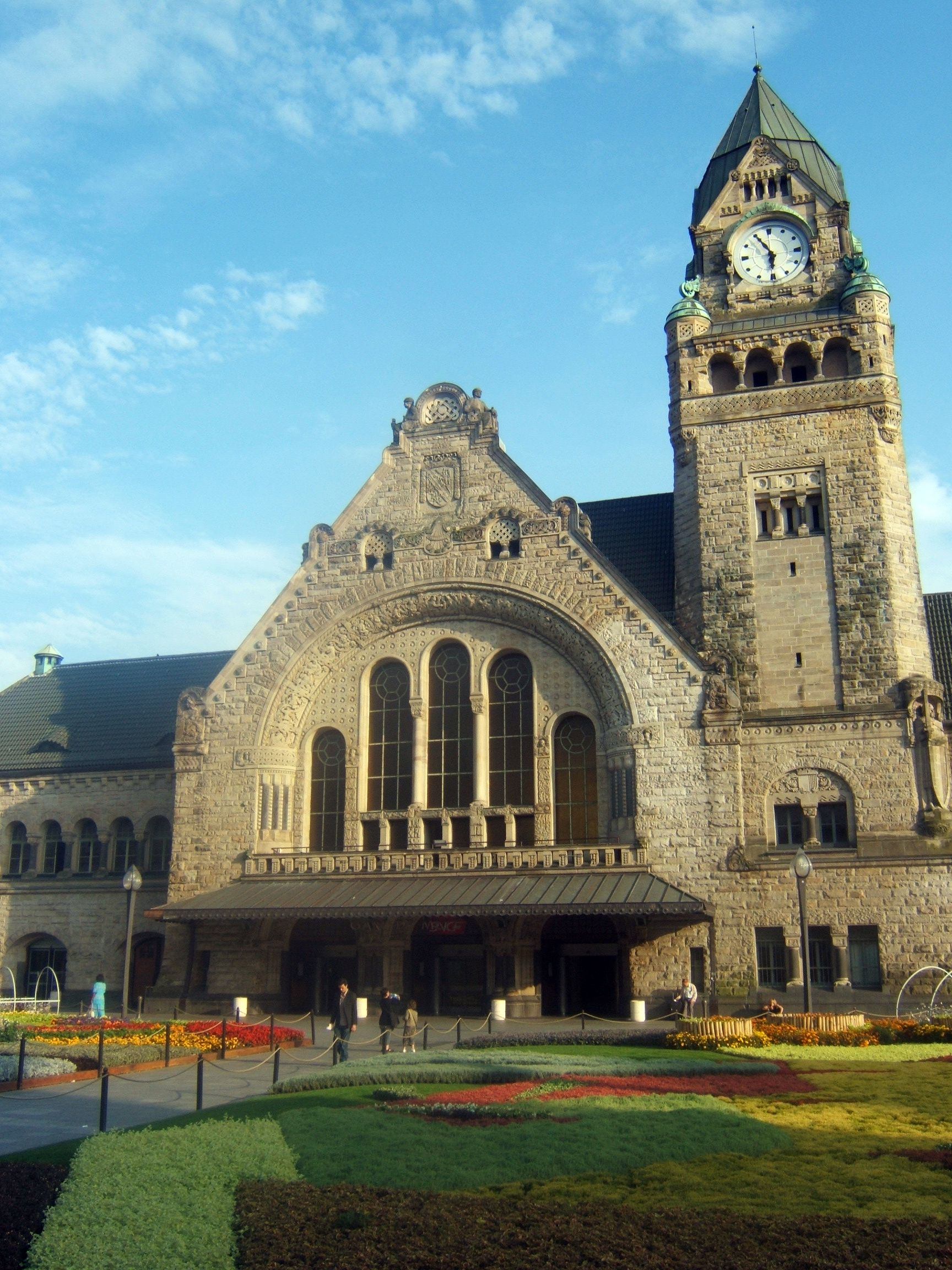
Der Hauptbahnhof von Metz, erbaut nach Plänen von Jürgen Kröger 1905–1908.
Während der Zugehörigkeit zum Kaiserreich kam es zu einem starken wirtschaftlichen Aufschwung und zu einer regen Bautätigkeit. Vielfach dienten die oft monumentalen Bauten repräsentativen Zwecken und sollten die Zugehörigkeit des Reichslandes zu Deutschland auch architektonisch demonstrieren. Heute sind sie vielfach bedeutende Zeugnisse wilhelminischer Architektur.

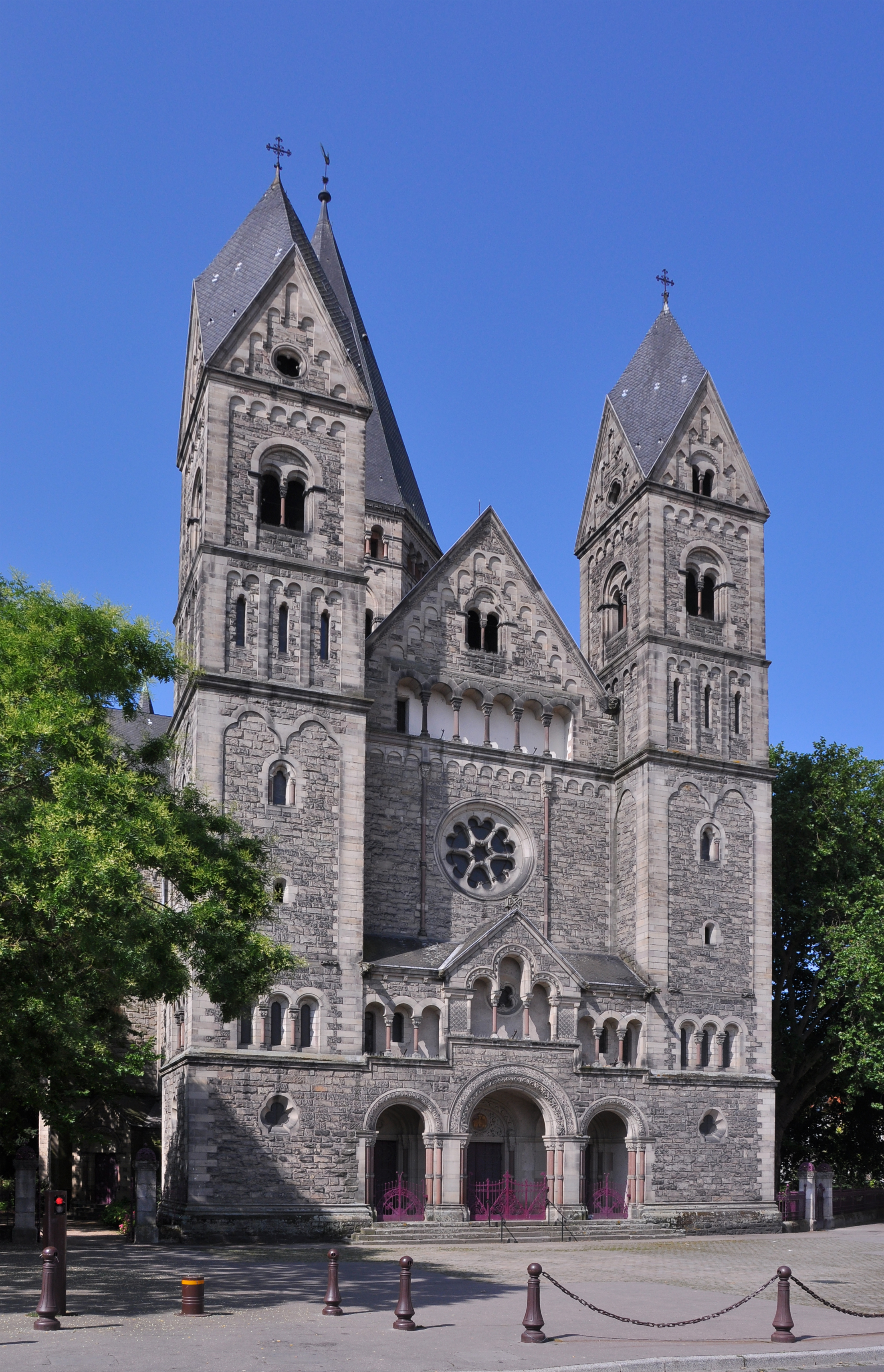
Der neoromanische evangelisch-reformierte Temple Neuf in Metz, erbaut 1901–1904 durch Conrad Wahn

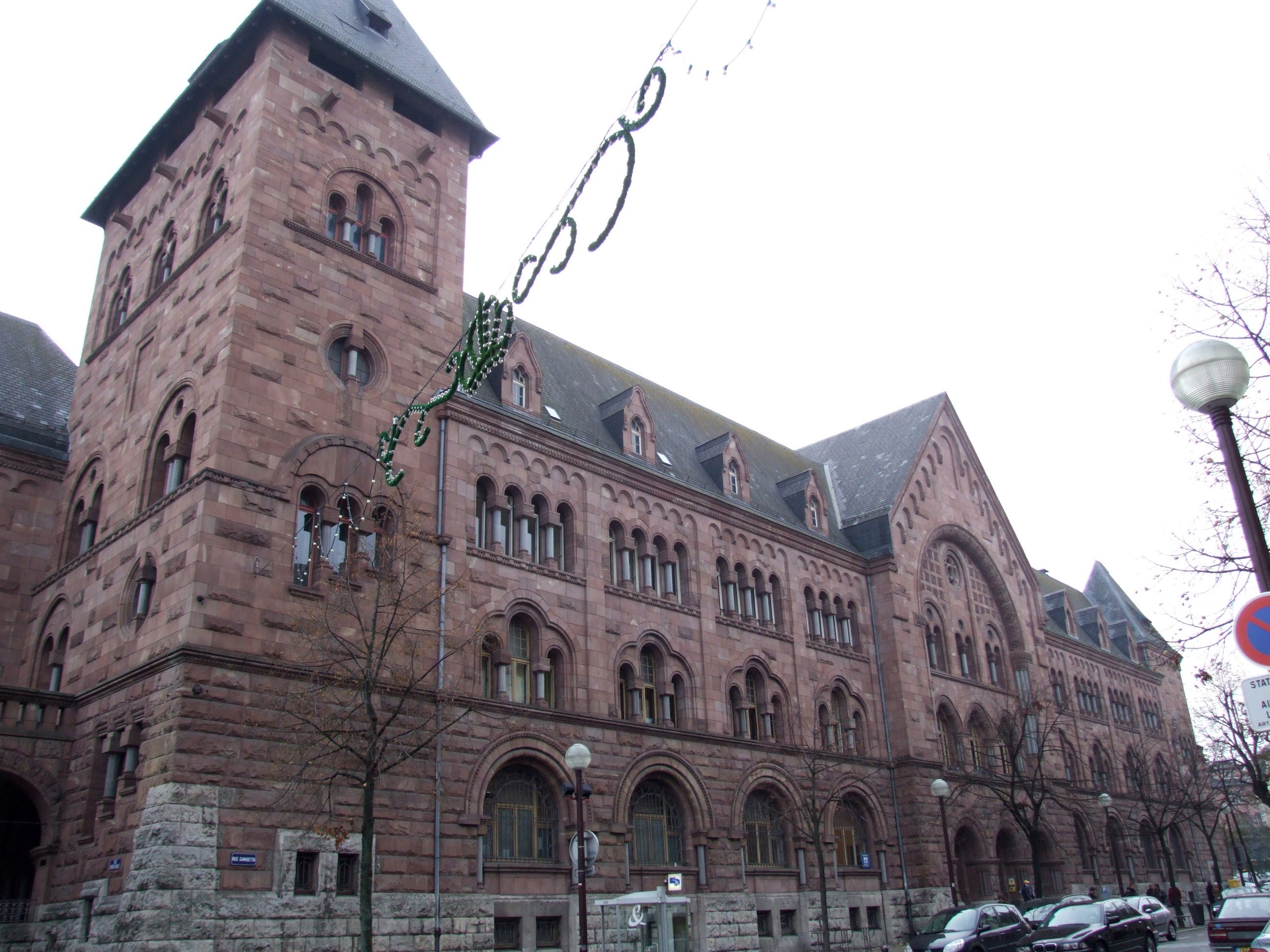
Die Hauptpost (Poste centrale) in Metz, erbaut 1905–1911 durch Jürgen Kröger und Ludwig Bettcher

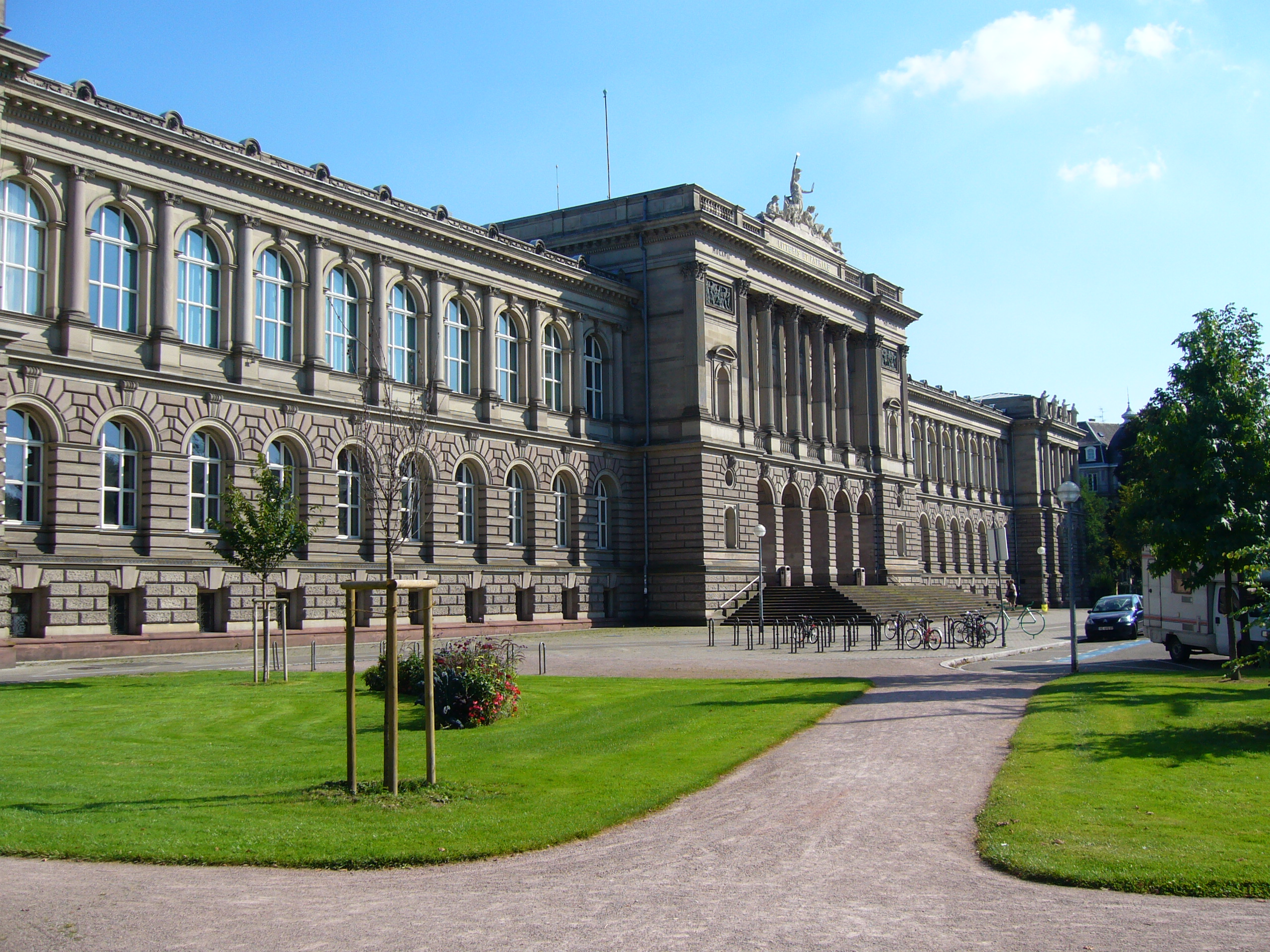
Hauptgebäude der 1872 (wieder) gegründeten Universität Straßburg, erbaut durch Otto Warth 1879–1884

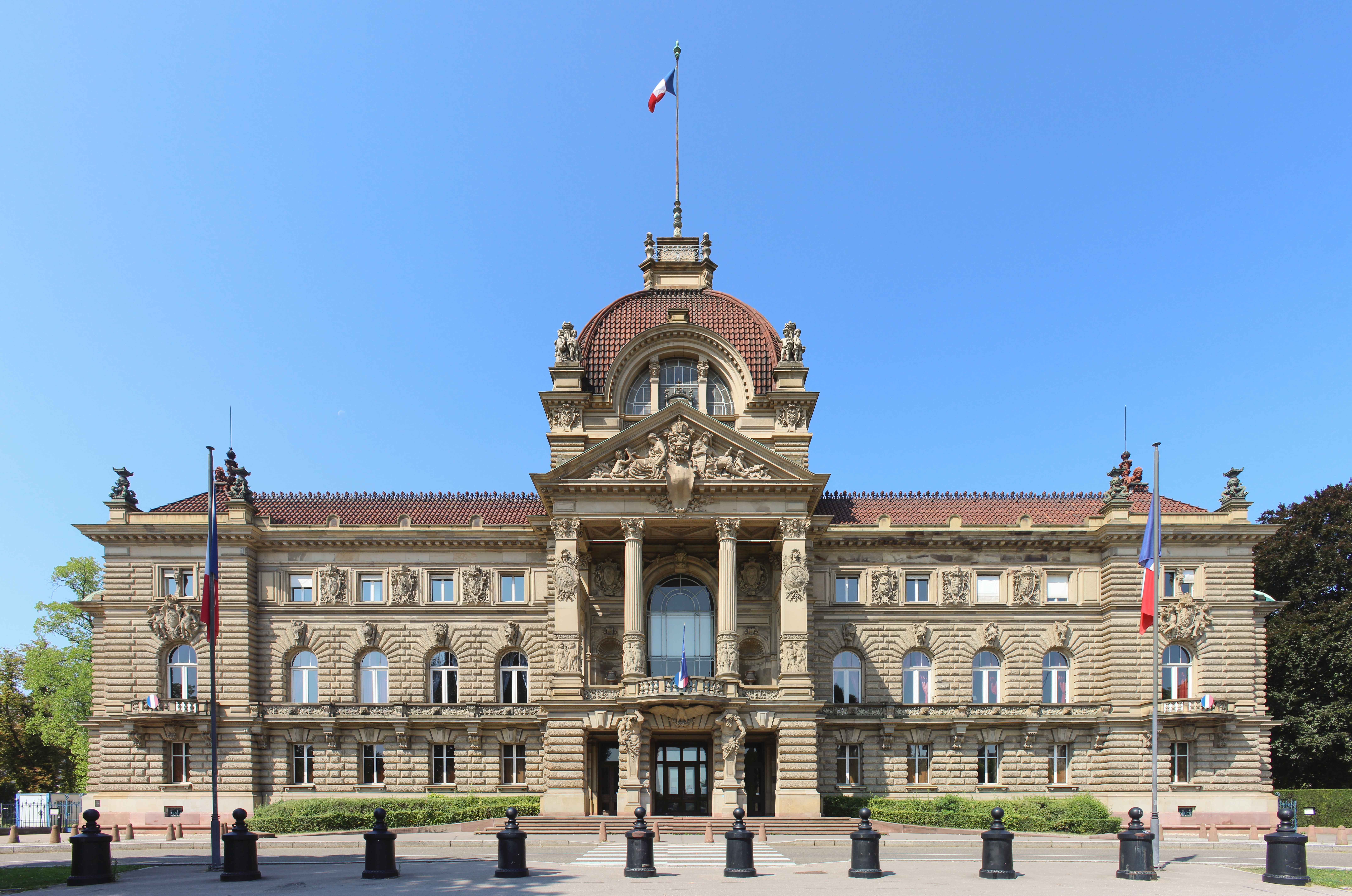
Ehemaliger Kaiserpalast (heute Palais du Rhin) in Straßburg, errichtet 1884–1889 nach Plänen von Hermann Eggert

Da das Deutsche Reich ein Bundesstaat aus – mit Ausnahme der Stadtstaaten – monarchisch verfassten Gliedstaaten war, man dem Neugewinn aber zunächst keine Eigenständigkeit zugestehen wollte und keine eigene Dynastie geben konnte, wurden verschiedene Möglichkeiten der Eingliederung diskutiert:
- Angliederung als preußische Provinz
- Eingliederung Lothringens in das Königreich Bayern (Verschmelzung mit dessen Kreis Pfalz) und Eingliederung des Elsasses in das Großherzogtum Baden.
- Neuschaffung eines „Reichslandes“, das dem Reich (also keinem bestimmten Einzelstaat des Reiches) zugeordnet ist und das vom Kaiser direkt verwaltet wird.

Vor allem die sogenannte ‚preußische Lösung‘ wurde anfangs von verschiedenen Seiten sehr lebhaft vertreten. Der Historiker Heinrich von Treitschke plädierte 1871 im Deutschen Reichstag für diese Lösung mit folgender Begründung:
„Die Aufgabe, diese entfremdeten Stämme deutscher Nation unserem Lande wieder einzufügen, ist so groß und schwer, dass man sie nur erprobten Händen anvertrauen darf, und wo ist eine politische Kraft im Deutschen Reiche, die die Gabe, zu germanisieren, erprobt hat, wie das alte glorreiche Preußen.“
Otto von Bismarck setzte sich im Reichstag für die Lösung ein, Elsaß-Lothringen in das Reich selbst einzugliedern, nicht zuletzt weil er auf die Interessen der süddeutschen Gliedstaaten Rücksicht nehmen musste. Angesichts des bevorstehenden Kulturkampfes gegen den Katholizismus machte auch der hohe katholische Anteil unter den Neubürgern Sorgen.
Die Möglichkeit, Elsaß-Lothringen den Status eines Gliedstaates des Deutschen Reiches mit eigenem Landesherrn und eigener Verfassung zuzugestehen, wurde nicht erwogen; nicht zuletzt deshalb, weil man in Preußen der Überzeugung war, dass die Bevölkerung des Landes doch zuerst „germanisiert“ werden, das heißt an die neue deutsch-preußische Staatsform gewöhnt werden müsse. Deshalb wurde das Reichsland zunächst wie ein besetztes Gebiet behandelt und unmittelbar durch einen Reichsstatthalter verwaltet, der direkt vom Kaiser ernannt wurde. Eine Beteiligung der Bevölkerung an der politischen Macht gab es nur auf kommunaler Ebene und bei den Wahlen zum Reichstag. Die Position des Reichsstatthalters war der bestbezahlte Posten im Deutschen Reich, Fürst Chlodwig zu Hohenlohe-Schillingsfürst erhielt ein Jahresgehalt von 254.000 Mark, zum Vergleich: Bismarck als Reichskanzler erhielt 1878 ein Jahresgehalt von 54.000 Mark.
1874 wurde ein beratender Landesausschuss eingerichtet, 1879 das Amt des Kaiserlichen Statthalters in Elsaß-Lothringen eingeführt, der in Vertretung des Kaisers das Reichsland Elsaß-Lothringen repräsentierte. Der Staatssekretär des Reichsamts für Elsaß-Lothringen leitete die Regierung des Reichslandes. Das Land erhielt im Deutschen Reich ab 1877 das Recht, Gesetze vorzuschlagen. Am 22. Juni 1877 wurden im Bezirk Lothringen Änderungen der Ortsnamen vorgenommen.
1911 wurde Elsaß-Lothringen weitgehend den Bundesstaaten gleichgestellt und ein erster Landtag gewählt.
Oberpräsidenten und Kaiserliche Statthalter 1871–1918:
| Oberpräsident des Reichslandes Elsaß-Lothringen | Oberpräsident des Reichslandes Elsaß-Lothringen | Oberpräsident des Reichslandes Elsaß-Lothringen | Oberpräsident des Reichslandes Elsaß-Lothringen |
| Nr.                                             | Name                                            | Beginn der Amtszeit                             | Ende der Amtszeit                               |
| ----------------------------------------------- | ----------------------------------------------- | ----------------------------------------------- | ----------------------------------------------- |
| 1                                               | Eduard von Moeller                              | 1871                                            | 1879                                            |
| Kaiserlicher Statthalter in Elsaß-Lothringen    |                                                 |                                                 |                                                 |
| 1                                               | Edwin von Manteuffel                            | 1879                                            | 1885                                            |
| 2                                               | Chlodwig zu Hohenlohe-Schillingsfürst           | 1885                                            | 1894                                            |
| 3                                               | Hermann zu Hohenlohe-Langenburg                 | 1894                                            | 1907                                            |
| 4                                               | Karl von Wedel                                  | 1907                                            | 1914                                            |
| 5                                               | Johann von Dallwitz                             | 1914                                            | 1918                                            |
| 6                                               | Rudolf Schwander                                | 1918                                            | 1918                                            |

#### Wirtschaftliche und kulturelle Entwicklung

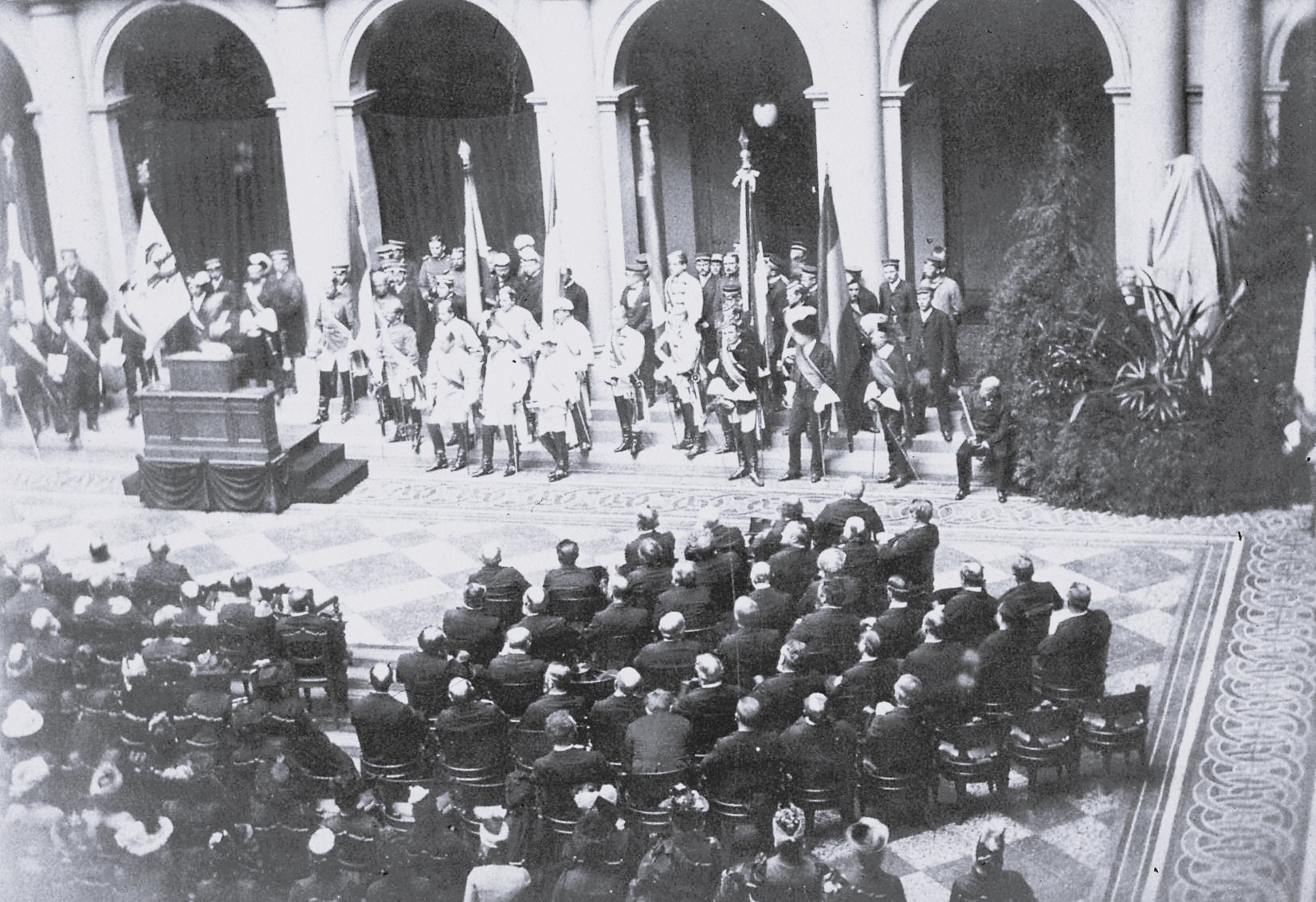
Besuch Kaiser Wilhelms I. in der Aula der Universität Straßburg im Jahr 1886

Schon 1871 gab es Pläne für eine strategische Eisenbahnlinie von Berlin über Wetzlar und Koblenz nach Metz, um das neue Reichsland auch militärstrategisch einzubinden. Diese „Kanonenbahn“ wurde dann in den 1870er Jahren realisiert. Die dortigen Eisenbahnen der privaten französischen Ostbahn-Gesellschaft (Compagnie des Chemins de Fer de l’Est) – insgesamt 740 km Strecken – wurden zunächst vom französischen Staat gekauft und dann dem Deutschen Reich für 260 Mio. Goldmark weiterverkauft. Der Kaufpreis wurde auf die von Frankreich zu zahlende Kriegskostenentschädigung angerechnet. Daraus wurden die Reichseisenbahnen in Elsaß-Lothringen gebildet, die erste im Eigentum des Deutschen Reiches befindliche Eisenbahn.
Seit 1883 gab es Planungen zur Moselkanalisierung, um die Industrie in Lothringen mit dem Rhein zu verbinden. Bis zum Ersten Weltkrieg erlebte das Land einen großen wirtschaftlichen Aufschwung, viele neue sozialpolitische Errungenschaften wie die Sozialversicherung und Krankenversicherung wurden entsprechend der Entwicklung im übrigen Deutschen Kaiserreich eingeführt.
1872 wurde die Universität Straßburg wieder gegründet und erhielt 1877 den Namen „Kaiser-Wilhelm-Universität“ (nach Wilhelm I.). Durch eine großzügige Ausbauplanung entwickelte sie sich zu einer der größten Universitäten des Kaiserreichs. Des Weiteren entfaltete sich die Berufsausbildung im Elsass durch Impulse aus dem Reich. Die deutsche Verwaltung förderte die Ausbildung junger Elsässer Künstler an deutschen Hochschulen und Akademien. Daraus entwickelte sich z. B. der Cercle de Saint-Léonard, eine Künstlervereinigung, die deutsche und Elsässer Kunst verbinden wollte.
Trotz dieser positiven Entwicklungen blieb das Verhältnis der Elsass-Lothringer zur deutschen Obrigkeit bis zum Ende des Kaiserreichs 1918 ambivalent und nicht spannungsfrei. Hierzu trugen auch die nicht selten unsensibel auftretenden und als Landesfremde empfundenen preußischen Militärs und Verwaltungsbeamten bei, wie die Vorgänge um die Zabern-Affäre 1913 zeigten.

#### Entwicklung hin zu einem Bundesstaat des Kaiserreichs
Erst im Jahr 1911 wurde Elsaß-Lothringen den deutschen Bundesstaaten weitgehend gleichgestellt und erhielt mit dem Gesetz über die Verfassung Elsaß-Lothringens vom 31. Mai 1911 eine eigene Verfassung, ein eigenes, frei gewähltes Parlament und drei Vertreter im deutschen Bundesrat. Der Statthalter hatte festzulegen, wie sie abstimmen, wobei die Stimmen nicht gezählt werden durften, wenn durch sie ein sonst unterlegener Antrag Preußens die Mehrheit erhielte. Mit dem Versuch, auch eine eigene, rot-weiße Landesflagge einzuführen, konnte sich der Landtag im Jahr 1912 nicht gegen die Berliner Regierung durchsetzen.
Der Landtag bestand aus zwei Kammern. Die erste Kammer setzte sich aus Vertretern der großen Religionsgemeinschaften (Katholiken, Lutheraner, Reformierte, Juden), der Landwirtschafts- und Handelskammern, der Gewerkschaften, der Justiz, der Städte Straßburg, Metz, Mülhausen und Colmar, der Universität Straßburg sowie einigen vom Kaiser ernannten Mitgliedern zusammen. Die Abgeordneten der zweiten Kammer wurde nach dem allgemeinen gleichen Wahlrecht (für Männer über 25 Jahre) in 60 Einzelwahlkreisen gewählt.
Für die damalige Zeit war die Verfassung zugleich konservativ hinsichtlich der ersten Kammer und fortschrittlich hinsichtlich des allgemeinen, gleichen Männerwahlrechtes für die Mitglieder der Zweiten Kammer. Auch die Vertretung der Gewerkschaften in der ersten Kammer war bemerkenswert, da diese zum damaligen Zeitpunkt noch nicht gesetzmäßig als Arbeitnehmervertreter anerkannt waren. Die ersten und einzigen Wahlen zum Landtag des Reichslandes fanden am 22. und 29. Oktober 1911 statt. Stärkste Parteien wurden das elsässische Zentrum und die Sozialdemokraten mit 31,0 % bzw. 23,8 % der Stimmen, gefolgt von den lothringischen Autonomisten mit 16,3 %.

### Kurzzeitige Unabhängigkeit als Republik Elsaß-Lothringen Ende 1918

Flagge der Republik Elsass-Lothringen 1918

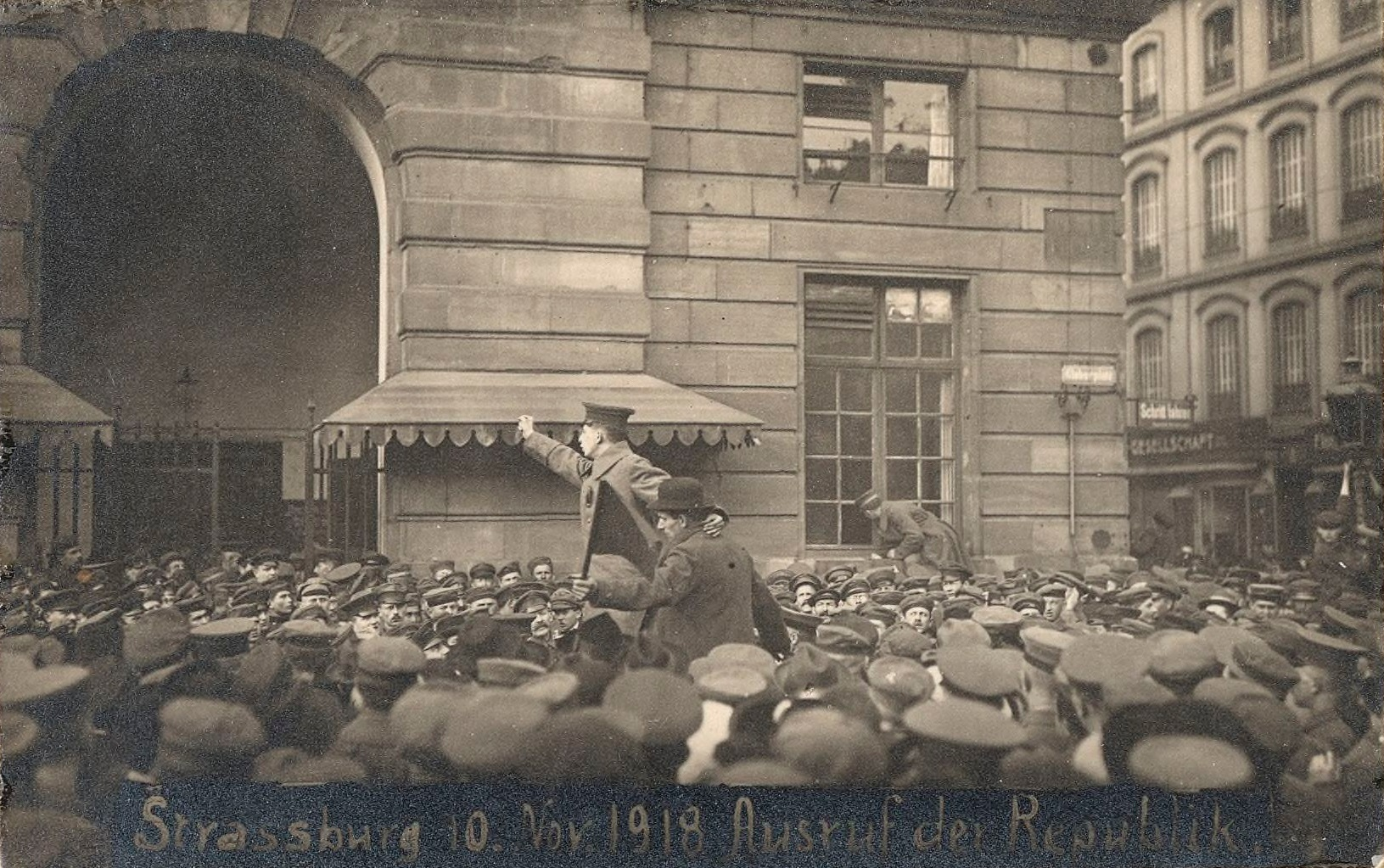
Ausrufung der Republik in Straßburg am 10. November 1918

Am Kieler Matrosenaufstand waren auch Elsässer beteiligt. Man hatte sie nicht an der Westfront einsetzen wollen und deswegen zur Marine einberufen. Am 9. November wurde in Berlin die Republik ausgerufen (Novemberrevolution), am 10. November 1918 floh der Kaiser aus seinem Hauptquartier im belgischen Spa in die Niederlande, am 11. November trat der Waffenstillstand von Compiègne in Kraft, der u. a. vorsah, dass Elsaß-Lothringen innerhalb von 15 Tagen zu räumen sei. Wilhelm dankte zwar offiziell erst am 28. November 1918 ab, aber das Reichsland Elsaß-Lothringen war durch die Flucht des Staatsoberhauptes de facto in die Unabhängigkeit entlassen. Der Landtag unter Eugen Ricklin rief am 11. November 1918 die unabhängige Republik Elsaß-Lothringen aus, die international jedoch keine Anerkennung fand, da die Kriegsziele der Alliierten die Rückgliederung Elsaß-Lothringens nach Frankreich vorsahen.
Wenige Tage später rückten französische Truppen ein: am 17. November in Mülhausen, dann in Colmar und Metz und am 21. November schließlich in Straßburg. Anfangs reagierten einige Bevölkerungsteile, insbesondere die katholischen, enthusiastisch auf den Anschluss an Frankreich. Die von Frankreich betriebene Assimilationspolitik wurde jedoch zunehmend negativ betrachtet, insbesondere unter den nach 1871 zugezogenen Bewohnern, die ihrerseits aus Furcht vor Vergeltungsmaßnahmen der Franzosen eine unabhängige Republik bevorzugt hatten.

### Angliederung des Territoriums an Frankreich
Am 5. Dezember 1918 verabschiedete die Nationalversammlung in Elsass-Lothringen (Mitglieder des Landtages mit elsass-lothringischen Mitgliedern des Reichstags als Nationalrat für Elsass-Lothringen) endgültig das „unverletzliche Recht der Elsass-Lothringer, Mitglieder der französischen Familie zu bleiben“. Nach dem Vertrag von Versailles wurde am 17. Oktober 1919 das Reichsland beziehungsweise die Republik Elsaß-Lothringen aufgelöst und fortan von einer Generalkommission in Paris verwaltet.

Die Départements Bas-Rhin und Haut-Rhin, die unter deutscher Hoheit mit anderen Namen fortbestanden hatten, wurden neu installiert, das Département Moselle geschaffen. 1925 wurde die Generalkommission aufgelöst, die anfangs nur als Übergangsverwaltung gedacht gewesen war, sich aber verstetigt hatte. Als Nachfolgerin wurde aber mit der Generaldirektion erneut eine Behörde geschaffen, die es in dieser Form für andere französische Territorien nicht gab.

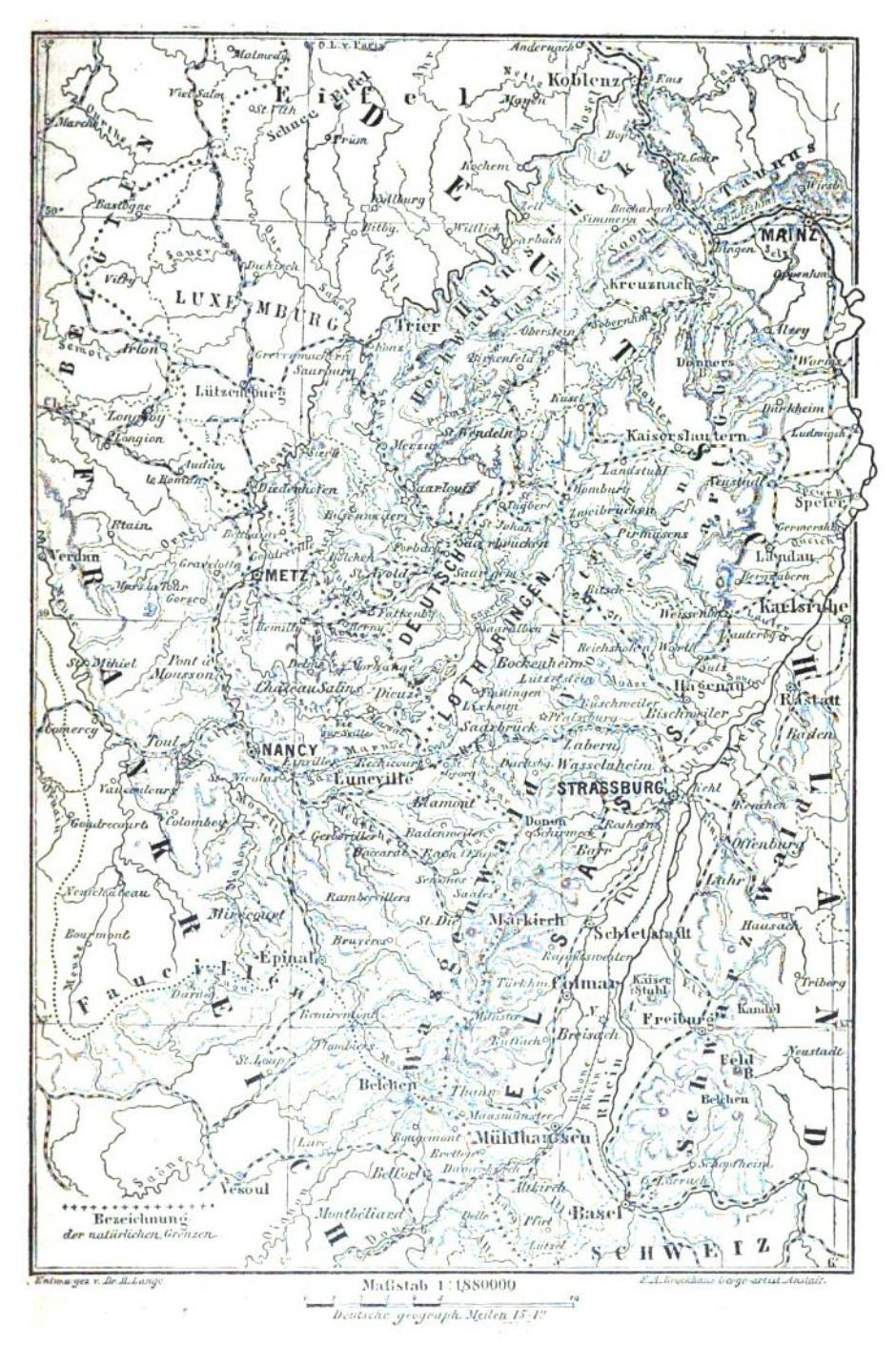
„Natürliche“ deutsch-französische Grenze um 1870 nach Richard Böckh

### Vertreibungen
Die Bewohner des Elsass wurden ab dem 14. Dezember 1919 in vier Gruppen eingeteilt, je nach Abstammung:
1. A Vollfranzosen: Einwohner, die selbst oder deren Eltern/Großeltern vor 1870 in Frankreich oder Elsaß-Lothringen geboren waren
2. B Teilfranzosen: ein Eltern- bzw. Großelternteil stammte schon vor 1870 aus Frankreich oder Elsaß-Lothringen
3. C Ausländer: Einwohner, die selbst oder deren Eltern/Großeltern aus einem mit Frankreich verbündeten oder neutralen Staat stammten
4. D Deutsche: Einwohner, die selbst oder deren Eltern/Großeltern aus dem übrigen Deutschen Reich oder aus Österreich-Ungarn stammten.

Personen der Klasse D, nach 1870 eingewanderte Personen deutscher Abstammung und deren Nachkommen, wurden zunächst in verschiedener Hinsicht schlechter gestellt. So konnten sie nur zu einem ungünstigen Wechselkurs Mark gegen Franc tauschen, wurden kaum im öffentlichen Dienst angestellt und unterlagen Beschränkungen für Reisen nach Deutschland und Frankreich. Später folgte die Vertreibung eines Großteils dieser Personen in mehreren Wellen. Diese betraf zunächst Kriminelle und potenzielle politische Unruhestifter, dann Arbeitnehmer in Stellungen, die für Franzosen interessant waren und schließlich alle Inhaber von D-Ausweisen, die von eigens eingerichteten Kommissionen als nicht loyal gegenüber Frankreich eingestuft wurden. Etwa 100.000 Menschen aus Lothringen und ca. 150.000 Menschen aus dem Elsass mussten von Dezember 1918 bis Oktober 1920 das ehemalige Reichsland in Richtung Deutschland verlassen. Jeder Erwachsene durfte 30 kg Gepäck mitnehmen und pro Erwachsener war an Bargeld die Mitnahme von 2000 Mark, pro Kind die Mitnahme von 500 Mark erlaubt. Die übrigen Besitztümer wurden vom französischen Staat eingezogen. Nachdem US-Präsident Woodrow Wilson auf die Regierung in Paris Druck ausgeübt hatte, konnte etwa die Hälfte der vertriebenen Deutschen in den folgenden Monaten wieder in das Gebiet des ehemaligen Reichslandes Elsaß-Lothringen zurückkehren.
Trotz der Vertreibung blieben zahlreiche Bewohner mit D-Status in dem Gebiet. Einige von ihnen nahmen die französische Staatsbürgerschaft an. Alleine im Jahr 1926 erfolgten in Bas-Rhin Einbürgerungen in der Größe von 1,6 % der Gesamtbevölkerung und in Haut-Rhin von 1,4 %. Diese Verfahren betrafen weit überwiegend Deutsche.
Ein Plebiszit gab es ähnlich wie im Jahr 1871/72 nicht, da man offiziell die Parole ausgab: Pas de plébiscite! On ne choisit pas sa mère („Keine Volksabstimmung! Man wählt nicht seine Mutter“). Darüber hinaus erschien eine Abstimmung überflüssig, da man den Jubel bei der Begrüßung der französischen Truppen als Zeugnis des tiefen Wunsches der Lothringer und Elsässer interpretierte, wieder französisch zu werden. Dies kommentierte der französische Präsident Raymond Poincaré am 8. Dezember 1918 bei einer Rede in Metz: „Euer Empfang beweist allen alliierten Nationen, wie sehr Frankreich recht gesprochen hat, als es beteuerte, dass das Herz Lothringens und des Elsass sich nicht verändert hat.“
An der Universität Frankfurt am Main wurde 1921 das Wissenschaftliche Institut der Elsass-Lothringer im Reich gegründet, welches die Geschichte von Elsass und Lothringen bis zum Ende des Ersten Weltkriegs erforschte.
Trotz des angespannten Verhältnisses von Frankreich und Deutschland in Bezug auf das Territorium erfolgten in der Zwischenkriegszeit auch Versuche, den Grenzübergang für die regionale Bevölkerung zu erleichtern. So wurde 1922 zwischen Straßburg, Kehl und mehreren Orten der Region eine Vereinbarung getroffen, die Einwohnern den Grenzübergang mit einer speziellen Ausweiskarte ermöglichte, ohne dass Visa erworben werden mussten. Hintergrund war vor allem das Interesse von Wirtschaftskreisen an größeren Absatzmärkten.

### Nachwirkungen
Aufgrund der französischen Assimilierungspolitik wuchs innerhalb der elsässischen Bevölkerung der Missmut. Dies förderte eine starke autonomistische Bewegung. Bei den Wahlen zur französischen Abgeordnetenkammer erzielten die elsässischen Autonomisten, die mit der kommunistischen Partei sowie den bretonischen und korsischen Nationalisten kooperierten, in allen elsässischen Wahlkreisen die absolute Mehrheit der Stimmen. Die Abgeordneten und Politiker, die sich für Autonomie aussprachen, wurden vom französischen Staat oft zu langjährigen Gefängnisstrafen verurteilt, der Führer der Autonomistenpartei, Karl Roos, am 7. Februar 1940 in Nancy wegen angeblicher Spionage hingerichtet.

#### Zweiter Weltkrieg – deutsche Besatzung
Ab dem 19. Juni 1940 besetzte die Wehrmacht das Elsass.
Unter den Nationalsozialisten wurde Elsass-Lothringen zwar offiziell ausdrücklich nicht ein-, aber dennoch dem Großdeutschen Reich als CdZ-Gebiete (u. a. CdZ-Gebiet Lothringen) angegliedert; „trotz einer ‚De-facto-Annexion‘ des ehemaligen Reichslandes“ blieb es durchgehend „staatsrechtlich nicht deutsches Staatsgebiet“. Nach dem Sieg über Frankreich hoffte man auf einen Frieden im Westen, der durch eine formelle Annexion Elsass-Lothringens zusätzlich erschwert worden wäre.
Seit dem Kriegsbeginn waren Millionen Franzosen in die unbesetzte Zone geflohen. Daher waren Ende 1939 in den Départements Charente und Dordogne jeweils ca. 90.000 Menschen aus Lothringen und dem Elsass untergebracht; im Département Vienne wurden 60.000, im Département Gironde 40.000 und im Département Landes 25.000 Flüchtlinge von dort registriert. Während die Rückkehr in die Heimat in der Regel durch die Besatzer erschwert oder unmöglich gemacht wurde, wurde die der Elsässer und Lothringer aktiv betrieben. Massive Propaganda, Rückkehrerleichterungen und die Freilassung Elsässer und lothringischer Kriegsgefangener führten dazu, dass am 10. September 1940 nur noch 85.000 Elsässer und Lothringer in der unbesetzten Zone gezählt wurden. Den Rückkehrern wurde verschwiegen, dass sie dabei Frankreich in ein annektiertes Gebiet verließen. General Charles Huntziger hatte zwar bereits am 7. August 1940 dagegen protestiert, dass an den Grenzen von 1914 Zollposten eingerichtet wurden; die Einwände des Vichy-Regimes waren aber halbherzig und blieben letztlich wirkungslos.
Bald nach dem Einmarsch der Wehrmacht begannen in Lothringen Umsiedlungen und Vertreibungen. In den letzten Junitagen wurden die Juden erfasst und ab Juli 1940 in die unbesetzte Zone abgeschoben. Während sie zunächst 30 kg Gepäck und 2000 Franc Bargeld mitnehmen durften, wurde den letzten noch verbliebenen Juden im November vor der Vertreibung sämtlicher Besitz abgenommen. Betroffen waren des Weiteren Franzosen, die keine deutschen Wurzeln hatten. Von deutscher Seite sollten Aussiedler die frei werdenden Hofstellen besetzen. Von diesen Vertreibungen war fast die Hälfte der Bevölkerung des Departements Moselle betroffen. Eine Gedenktafel am Centre Pompidou in Metz erinnert an diese Ereignisse. Das Moseldépartement wurde zusammen mit dem Saarland und der Pfalz (Bayern) in den Reichsgau Westmark eingegliedert.
Am 6. Juli 1940 wurde angeordnet, sämtliche französischsprachigen Aushänge und Plakate zu entfernen. Die Bibliotheken wurden ab dem 9. Juli überprüft; französische Literatur, selbst in deutscher Übersetzung, wurde ausgesondert und verbrannt. Ab dem 22. Juli wurden die öffentlichen Gebäude umbenannt: aus der Mairie wurde das Bürgermeisteramt, aus der École primaire die Volksschule. Orte erhielten wieder ihre deutschen Namen – so wurde aus Thionville Diedenhofen, Château-Salins wurde zu Salzburgen. Straßen und Plätze wurden ebenfalls eingedeutscht: Die Place Broglie in Straßburg beispielsweise wurde zum Adolf-Hitler-Platz. Lehrer mussten politische Fortbildungskurse im Saarland besuchen oder wurden durch deutsche Lehrkräfte ersetzt. Am 24. Juli 1940 erklärte die Wehrmacht Deutsch zur allein autorisierten Sprache, was der Gauleiter Robert Wagner am 8. August bestätigte. Fortan war der Gebrauch des Französischen in Schulen und Kirchen untersagt. Im November erhielten Familien mit französisch klingenden Nachnamen eine Liste mit entsprechenden Übersetzungen: Aus Flajolet wurde Bohn, aus Rochet Roth, aus Dupont Brückner etc.
1941 wurde die Reichsuniversität Straßburg gegründet. Bis Mai 1943 wurden rund 520.000 Elsässer und Lothringer ausgewiesen – überwiegend in die unbesetzte Zone, 40.000 Lothringer wurden nach Deutschland deportiert. Am 29. August 1942 erhielt die Bevölkerung zwangsweise die deutsche Staatsbürgerschaft.
Ab 1942 galt auch für die Elsässer und Lothringer die allgemeine Wehrpflicht. Insgesamt 140.000 junge Männer waren davon betroffen. Viele von ihnen mussten ihren Kriegsdienst widerwillig (malgré-nous) in der Wehrmacht beziehungsweise in der Waffen-SS ableisten; einige von ihnen waren Freiwillige. Vierzehn Elsässer (darunter ein Freiwilliger) waren im Juni 1944 am Massaker von Oradour beteiligt.

#### Nachkriegszeit in Frankreich
Nach dem Zweiten Weltkrieg betrieb die französische Regierung sprachlich eine Assimilierungspolitik (« c’est chic de parler français »). Dadurch verlor Elsässisch und insbesondere das Lothringische als Muttersprache derart an Bedeutung, dass die Mehrheit der nach etwa 1970 Geborenen sie heute nicht mehr sprechen kann.
Seit 1972 gibt es in Elsass und Lothringen wieder regionale Parlamente. Autonomistisch orientierte Parteien, beispielsweise Alsace d’abord, erhalten derzeit unter 10 % der Wählerstimmen.
Die 1871 durch die Zession Elsass-Lothringens verursachten Grenzänderungen der Departements Département Meurthe (danach Meurthe-et-Moselle), Moselle und Vosges sowie die Abspaltung des Territoire de Belfort vom Département Haut-Rhin wurden von Frankreich nach 1918 beibehalten. Die seitherigen Départements Haut-Rhin, Bas-Rhin und Moselle sind deckungsgleich mit den im Reichsland geschaffenen Bezirken Oberelsass, Unterelsass und Lothringen. Auch die nach 1871 eingeführte Verwaltungsgliederung auf kommunaler Ebene wurde in Frankreich nicht rückgängig gemacht, so dass die jetzigen Arrondissements den nach 1871 gebildeten Kreisen entsprechen (wenn man von jüngeren Zusammenlegungen wie etwa das Arrondissement Sélestat-Erstein absieht).
Das Gebiet des ehemaligen Reichslandes (Alsace-Moselle) hat innerhalb Frankreichs einige Besonderheiten aus der Zeit vor 1918 bewahrt. Dazu gehören zusätzliche Feiertage (Karfreitag, zweiter Weihnachtsfeiertag), einige Eigenheiten im Rechtswesen sowie die Nichtanwendung des französischen Laizitätsgesetzes von 1905 auf bestehende Religionsgemeinschaften: Priester, Pastoren und Rabbiner sind infolge des Konkordats von 1801 staatliche Gehaltsempfänger, in der Schule wird Religionsunterricht erteilt, es gibt staatliche theologische Fakultäten an der Universität Straßburg und staatlich refinanzierte konfessionelle Schulen. Für nach 1918 entstandene Religionsgemeinschaften wie Muslime und orthodoxe Christen gelten diese Privilegien allerdings nicht. Der Eisenbahnverkehr verläuft nach wie vor rechts (im übrigen Frankreich Linksverkehr).
Im Elsass sowie im Département Moselle finden verschiedene Rechtsvorschriften aus der Zeit von 1871 bis 1918 weiterhin Anwendung, so unter anderem die Gewerbeordnung (Code local des professions) sowie das Sozialversicherungsrecht (insbesondere die Reichsversicherungsordnung). Als Folge davon weicht z. B. der Satz des gesetzlichen Mindestlohns (Salaire minimum interprofessionnel de croissance, SMIC) in diesen drei Departements (2014: 7,87 Euro/h) von dem im übrigen Frankreich ab (2014: 8,03 Euro/h).

## Administrative Einteilung

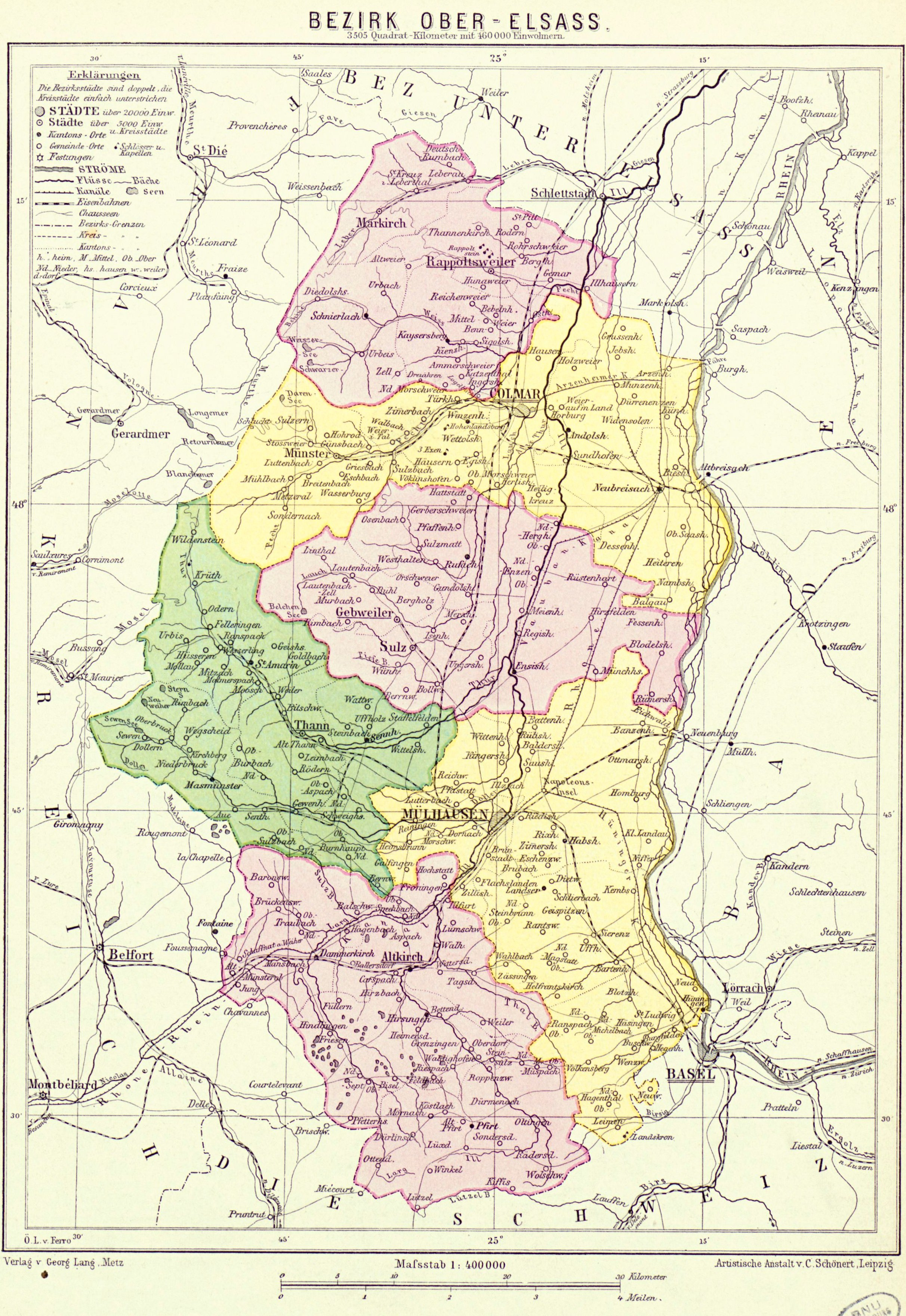
Verwaltungsgliederung des Bezirks Oberelsaß

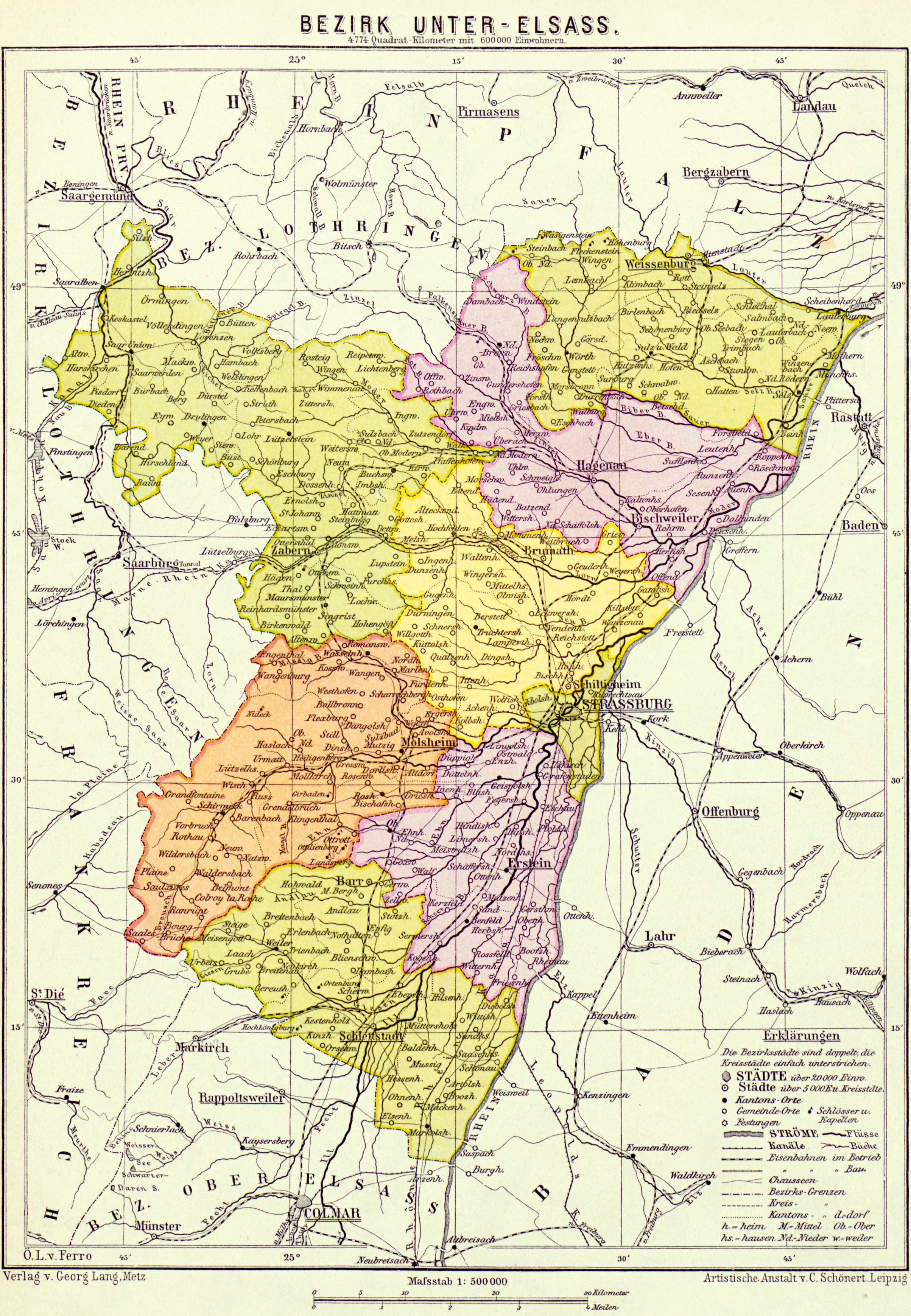
Verwaltungsgliederung des Bezirks Unterelsaß

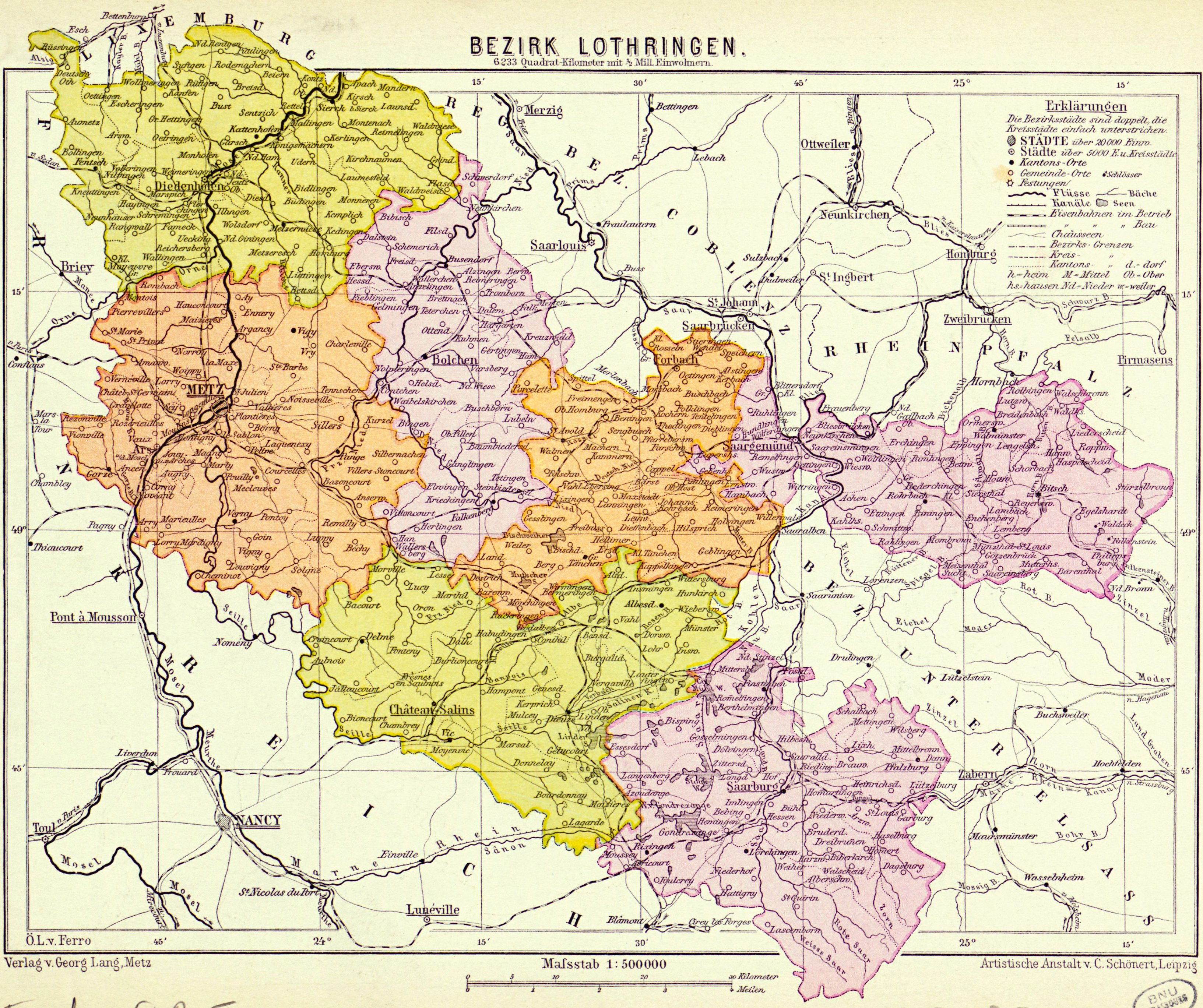
Verwaltungsgliederung des Bezirks Lothringen

Das Reichsland war in drei Bezirke aufgeteilt:
- Bezirk Oberelsaß, entspricht dem heutigen Département Haut-Rhin mit dem Hauptort Colmar
- Bezirk Unterelsaß, entspricht dem heutigen Département Bas-Rhin mit dem Hauptort Straßburg
- Bezirk Lothringen, entspricht dem heutigen Département Moselle mit dem Hauptort Metz

Folgende Bezirke und Kreise bestanden im Reichsland:

### Bezirk Oberelsaß
Kreise
Altkirch
Colmar
Gebweiler
Mülhausen
Rappoltsweiler
Thann

### Bezirk Unterelsaß
Kreise
Stadtkreis Straßburg
Landkreis Straßburg
Kreis Erstein
Kreis Hagenau
Kreis Molsheim
Kreis Schlettstadt
Kreis Weißenburg
Kreis Zabern

### Bezirk Lothringen
Kreise
Stadtkreis Metz
Landkreis Metz
Kreis Bolchen
Kreis Château-Salins
Kreis Diedenhofen, bis 1901, dann geteilt in
- Kreis Diedenhofen-Ost
- Kreis Diedenhofen-West

Kreis Forbach
Kreis Saarburg
Kreis Saargemünd
Tabelle mit Einwohnerzahlen 1871
| Stadtkreis                | Einwohner 1871 |
| ------------------------- | -------------- |
| Metz                      | 51.388         |
| Kreis                     | Einwohner 1871 |
| Bolchen                   | 47.728         |
| Château-Salins (Salzburg) | 52.774         |
| Diedenhofen               | 76.390         |
| Forbach                   | 64.150         |
| Metz-Land                 | 70.637         |
| Saarburg                  | 62.554         |
| Saargemünd                | 63.764         |
| Bezirk Lothringen         | 489.385        |

| Kreis               | Einwohner 1871 |
| ------------------- | -------------- |
| Altkirch            | 55.590         |
| Colmar              | 80.749         |
| Gebweiler           | 64.483         |
| Mühlhausen (Elsass) | 126.321        |
| Rappoltsweiler      | 67.093         |
| Thann               | 65.543         |
| Bezirk Oberelsass   | 459.779        |

| Stadtkreis           | Einwohner 1871 |
| -------------------- | -------------- |
| Straßburg            | 85.529         |
| Kreis                | Einwohner 1871 |
| Erstein              | 65.661         |
| Hagenau              | 73.534         |
| Molsheim             | 73.233         |
| Schlettstadt         | 77.371         |
| Straßburg, Landkreis | 75.004         |
| Weißenburg           | 62.416         |
| Zabern               | 87.547         |
| Bezirk Unterelsass   | 600.295        |

Zu den Gerichten siehe die Liste der Gerichte im Reichsland Elsaß-Lothringen.

## Bevölkerung

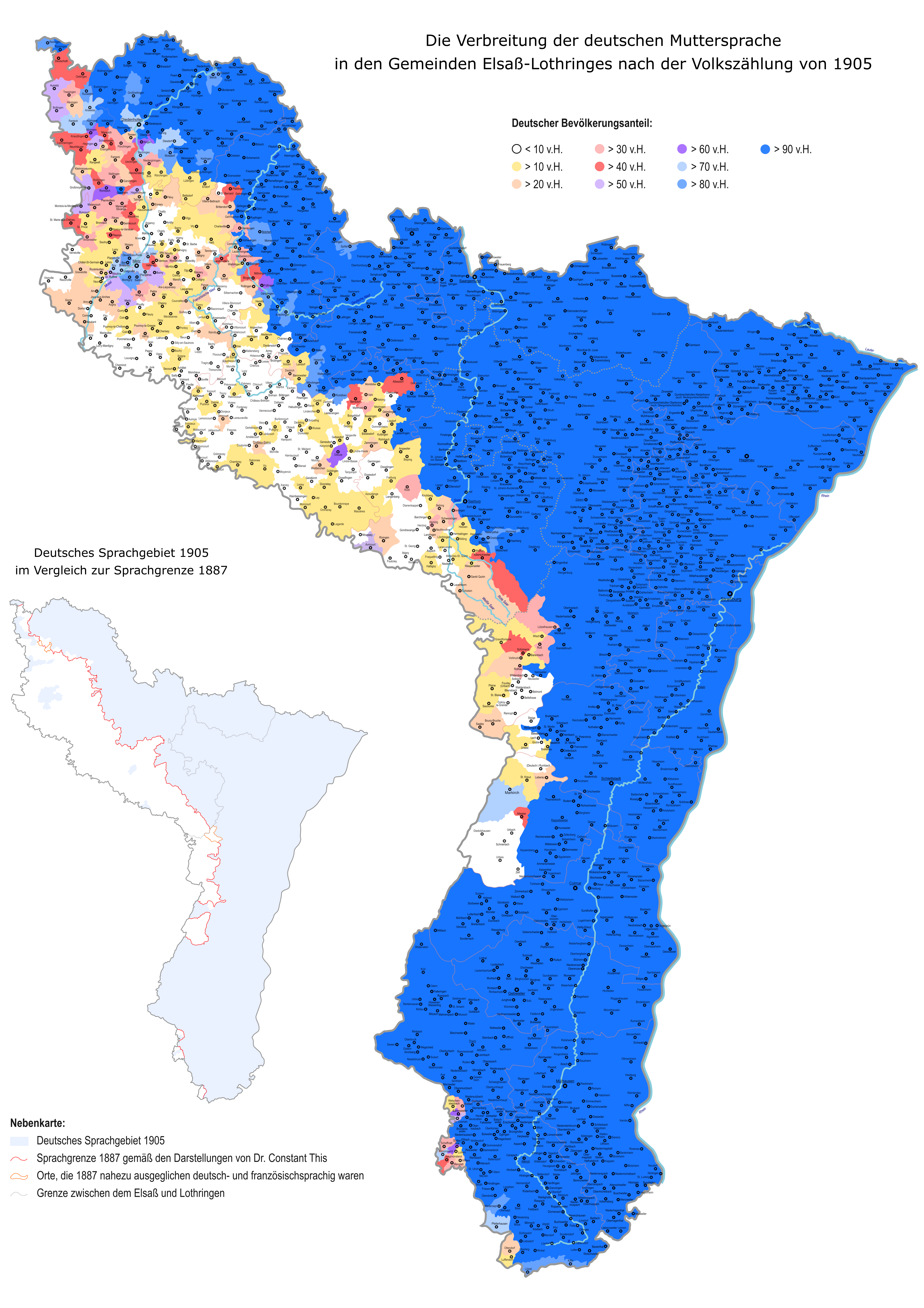
Verbreitung der deutschen Sprache in Elsaß-Lothringen im Jahr 1905

### Sprachen

Sprachsituation im Reichsland nach Mundarten

Im Reichsland sprach die Bevölkerung im Jahr 1900 zu 11,6 %, 1905 zu 11,0 % und 1910 zu 10,9 % Französisch als Muttersprache. Die neue deutsche Verwaltung zeigte sich gegenüber der französischen Sprache tolerant. Im Jahr 1905 gaben 3654 (d. h. 2,18 %) der 167.678 Einwohner Straßburgs Französisch als Muttersprache an.
Der größte Teil der französischsprachigen Bevölkerung lebte im Bezirk Lothringen. Dort sprachen 1910 22,3 % der Bevölkerung Französisch als Muttersprache. Der einzige Kreis mit mehrheitlich französischsprachiger Bevölkerung im Jahr 1910 war Château-Salins (68,4 %). Im Bezirk Oberelsass (1910: 6,1 %) und Unterelsass (1910: 3,8 %) machte die französischsprachige Bevölkerung nur eine kleine Minderheit aus. Allerdings gab es auch in den Vogesen elsässische Kantone mit mehrheitlich französischsprachiger Bevölkerung. In einigen Fällen gaben Elsässer aus politischer Opposition Französisch als Muttersprache bei der Volkszählung an, obwohl dies nicht der Realität entsprach. Im Allgemeinen war eine Tendenz der Abnahme des Französischen zu beobachten.
Die Sprachenfrage wurde in einem Gesetz vom März 1872 geregelt: Deutsch wurde grundsätzlich die amtliche Geschäftssprache, in den Landesteilen mit überwiegend Französisch sprechender Bevölkerung jedoch sollte den öffentlichen Bekanntmachungen und Erlassen eine französische Übersetzung beigefügt werden. In einem weiteren Gesetz von 1873 wurde für die Bezirksverwaltungen von Lothringen und die Kreisverwaltungen derjenigen Kreise, in denen die französische Sprache ganz oder teilweise Volkssprache war, der Gebrauch des Französischen als Geschäftssprache zugelassen. Dies betraf im Jahr 1871 420 Gemeinden und im Jahr 1905 noch 311 Gemeinden. In einem Gesetz über das Unterrichtswesen von 1873 wurde geregelt, dass in den Gebieten mit Deutsch als Volkssprache sie auch die ausschließliche Schulsprache war, während in den Gebieten mit überwiegend französischsprechender Bevölkerung der Unterricht ausschließlich in französischer Sprache gehalten wurde. Zu diesem Zeitpunkt wurde auch die allgemeine Schulpflicht eingeführt (in Frankreich erst 1882).
Die französischen Ortsnamen in französischsprachigen Gebieten wurden belassen. Einige Ortsnamen wurden 1871 germanisiert, weil man glaubte, sie auf eine ältere germanische Namensform zurückführen zu können. Als sich dies als historisch unhaltbar erwies, wurde die Umbenennung wieder rückgängig gemacht (ein Beispiel bildete Château-Salins, das vorübergehend in Salzburg umbenannt wurde).  1872 erschien in Leipzig ein auf amtlichen Quellen basierendes Vollständiges geographisch-topographisch-statistisches Orts-Lexikon von Elsass-Lothringen, das die Städte, Flecken, Dörfer, Schlösser, Gemeinden, Weiler, Berg- und Hüttenwerke, Höfe, Mühlen, Ruinen, Mineralquellen u. s. w. enthielt. Erst 1915, während des Ersten Weltkriegs, erfolgte eine systematische „Eindeutschung“ der französischen Ortsnamen.

### Religionen
| Muttersprache                   | Zahl      | in Prozent |
| ------------------------------- | --------- | ---------- |
| Deutsch                         | 1.492.347 | 86,8 %     |
| Deutsch und eine andere Sprache | 7.485     | 0,4 %      |
| Französisch                     | 198.318   | 11,5 %     |
| Italienisch                     | 18.750    | 1,1 %      |
| Polnisch                        | 1.410     | 0,1 %      |
| Religionen                      |           |            |
| Katholiken                      | 1.310.450 | 76,21 %    |
| Protestanten                    | 372.078   | 21,64 %    |
| Andere Christen                 | 4.416     | 0,26 %     |
| Juden                           | 32.264    | 1,88 %     |

Hinsichtlich der Konfession war das Reichsland ganz überwiegend katholisch (1900: 76,2 %) und hatte unter allen Ländern des Kaiserreichs den höchsten Anteil an Katholiken. Es gab allerdings auch historisch bedeutende Zentren der Reformation bzw. der evangelischen Konfession (lutherisch: Straßburg, reformiert: Mülhausen – allerdings war Ende des 19. Jahrhunderts die Bevölkerung beider Städte mehrheitlich katholisch). Der einzige mehrheitlich evangelische Kreis war Zabern im Unterelsass. Im Unterelsass machte die evangelische Bevölkerung etwa 35,5 % aus, die Landeshauptstadt Straßburg wurde durch Zuwanderung aus dem übrigen Reich gemischtkonfessionell (1910: 44,5 % Evangelische). Im Oberelsass (1910 14,3 % evangelisch) konzentrierten sich die Protestanten im Kanton Münster (Kreis Colmar), wo sie eine knappe Mehrheit bildeten. Im traditionell katholischen Lothringen nahm der evangelische Bevölkerungsanteil vor allem durch altdeutsche Zuwanderung zu (1910 13,0 % Evangelische).
Der „Kulturkampf“ in den Jahren nach der Reichsgründung führte zu einer zusätzlichen Entfremdung der katholischen Mehrheitsbevölkerung von den neuen Autoritäten; häufig wurden die pro-französischen oder autonomistischen Bestrebungen besonders von katholischen Geistlichen getragen (bspw. Emile Wetterlé). Allerdings besserte sich das Verhältnis der katholischen Kirche zu den deutschen Autoritäten, nachdem im Jahr 1905 der Konflikt zwischen katholischer Kirche und der französischen Republik (1905 Gesetz zur Trennung von Kirche und Staat mit Einführung des Laizismus) virulent wurde. Langfristig war aber die Bindung an Frankreich in den katholischen geprägten Gebieten deutlich stärker, so dass die französischen Truppen Ende 1918 dort mit Begeisterung empfangen wurden, in protestantischen Regionen war man aufgrund der stärkeren Bindung an Deutschland eher zurückhaltend. Das Reichsland hatte außerdem einen über dem Reichsdurchschnitt liegenden Anteil an jüdischer Bevölkerung, die dort seit alters her ansässig war (1900: 1,9 % im Vergleich zu etwa 0,9 % im ganzen Kaiserreich und ca. 0,1 % im benachbarten Frankreich). Während die Juden schon im Mittelalter aus Zentralfrankreich vollständig vertrieben worden waren, war ihnen dieses Schicksal in den später an Frankreich angegliederten Ostprovinzen erspart geblieben.
| Muttersprache | Zahl      | in Prozent |
| ------------- | --------- | ---------- |
| Deutsch       | 1.581.192 | 87,1 %     |
| Französisch   | 200.220   | 11,0 %     |
| Andere        | 38.152    | 1,8 %      |
| Religionen    |           |            |
| Katholiken    | 1.387.462 | 76,46 %    |
| Protestanten  | 391.067   | 21,55 %    |
| Juden         | 31.708    | 1,75 %     |
| Sonstige      | 4.327     | 0,24 %     |

### Zuwanderung
Insbesondere in den Jahren 1875 bis 1885 kam es zu einer erheblichen Zuwanderung von Menschen aus dem übrigen Deutschen Reich (meist aus Süddeutschland, sogenannte „Altdeutsche“). Nach der Volkszählung von 1910 machten diese Zuwanderer 15,8 % der Bevölkerung aus. Die Zuwanderer verteilten sich sehr unterschiedlich. Vor allem waren die industriellen Bezirke Lothringens von Zuwanderung betroffen. Von den Einwohnern der vor dem Jahr 1871 fast rein französischsprachigen Bezirkshauptstadt Metz gaben im Jahr 1910 13.731 Einwohner die französische Sprache als Muttersprache an (25 %), 40.051 die deutsche Sprache (73 %) und 300 Personen gaben an, zweisprachig aufgewachsen zu sein (0,54 %).
Im Elsass hatten nur die Städte Straßburg und Weißenburg einen höheren Anteil an Altdeutschen (1910: 19,2 % bzw. 41,6 %). Die zugewanderten Altdeutschen integrierten sich in die alteingesessene Bevölkerung, was aus der Zahl der geschlossenen Mischehen zwischen Zuwanderern und Einheimischen geschlossen werden kann.
Im Bezirk Lothringen gab es den mit Abstand höchsten Anteil an Ausländern im Deutschen Reich (1905 im Kreis Diedenhofen-West 30,5 %). Annähernd zwei Drittel waren italienische Gastarbeiter, die durch die hohen Löhne ins lothringische Stahlrevier gelockt worden waren.

## Verkehr
Der überwiegende Teil der normalspurigen Bahnstrecken in Elsaß-Lothringen wurde von den Reichseisenbahnen in Elsaß-Lothringen (EL) betrieben. Kurz vor dem Ersten Weltkrieg (1912) waren das 1833 km, wovon 1790 km zur EL gehörten. Die Übrigen gehörten den Königlich Bayerischen Staatseisenbahnen (12 km), der Wilhelm-Luxemburg-Eisenbahngesellschaft (11 km) und der Rest zu drei Privatbahnen. Neben dem Netz in Normalspur bestanden auch noch 314 km Schmalspurstrecken, die überwiegend privat betrieben wurden. Davon gehörten nur 78 km zur EL.

## Wappen

Wappenschild

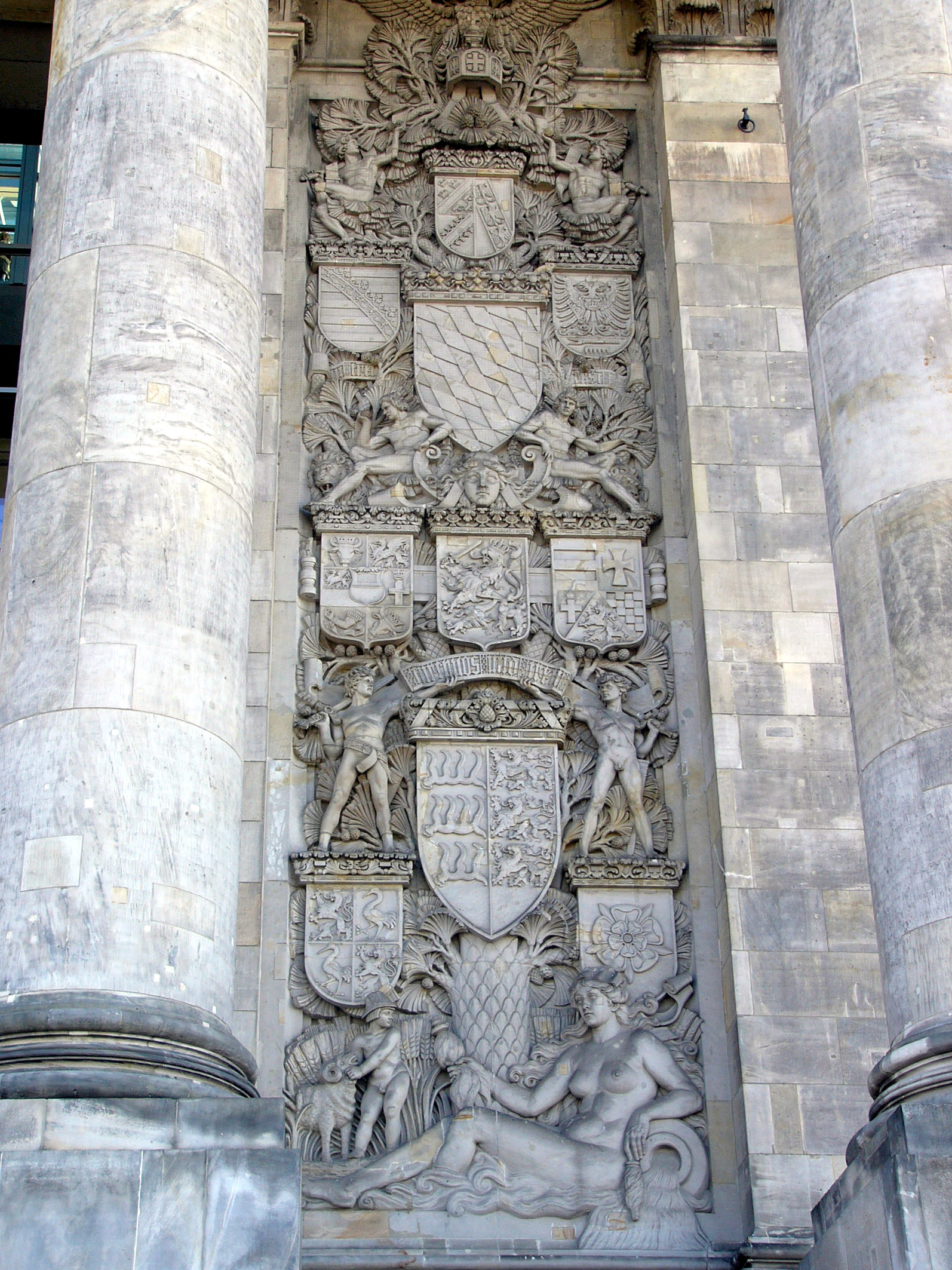
Wappen des Reichslandes Elsaß-Lothringen am Reichstagsportal als oberster Wappenschild unterhalb der Reichskrone

Das mit kaiserlichem Erlass vom 29. Dezember 1891 genehmigte Wappen zeigt den deutschen Reichsadler (ohne Ordenskette) mit darüber schwebender Kaiserkrone, belegt mit einem mit der Herzogkrone gekrönten hochgespaltenen Schild. Die heraldisch rechte quergeteilte Hälfte zeigt oben im roten Feld einen einwärtsgekehrten goldenen, von je drei goldenen Kronen (2:1) begleiteten Schrägbalken (für die Landgrafschaft Oberelsass), unten im roten Feld einen ebenfalls linksgewendeten silbernen, beiderseits mit gleichfarbigen Perlen und Dreiblättern abwechselnd besteckten Schrägbalken (für die Landgrafschaft Unterelsass). In der linken Schildhälfte erscheint im goldenen Feld ein roter mit drei gestümmelten weißen, schräggelegten Adlern belegter Schrägbalken (für das Herzogtum Lothringen).
Seit der Errichtung des Reichstagsgebäudes im Jahr 1894 befindet sich an der Westfassade das Wappen des Reichslandes Elsaß-Lothringen als Relief neben denen der Bundesstaaten des Deutschen Kaiserreiches.

### Moderne Abhandlungen
- Ansbert Baumann: Die Erfindung des Grenzlandes Elsass-Lothringen. In: Burkhard Olschowsky (Hrsg.): Geteilte Regionen – geteilte Geschichtskulturen? Muster der Identitätsbildung im europäischen Vergleich. Oldenbourg, München 2013, ISBN 978-3-486-71210-0, S. 163–183. (= Schriften des Bundesinstituts für Kultur und Geschichte der Deutschen im östlichen Europa. Band 47; Schriften des europäischen Netzwerks Erinnerung und Solidarität, Band 6).
- Markus Evers: Enttäuschte Hoffnungen und immenses Misstrauen. „Altdeutsche“ Wahrnehmungen des „Reichslandes Elsaß-Lothringen“ im Ersten Weltkrieg (= Oldenburger Schriften zur Geschichtswissenschaft, Band 17). BIS-Verlag, Oldenburg 2016, ISBN 978-3-8142-2343-8. (Digitalisat)
- Stefan Fisch: Das Elsaß im deutschen Kaiserreich (1870/71–1918). In: Michael Erbe (Hrsg.): Das Elsass. Historische Landschaft im Wandel der Zeit. Kohlhammer, Stuttgart 2003, ISBN 3-17-015771-X, S. 123–146.
- Thomas Höpel: Der deutsch-französische Grenzraum: Grenzraum und Nationenbildung im 19. und 20. Jahrhundert. In: Institut für Europäische Geschichte (Mainz) (Hrsg.): Europäische Geschichte Online. 2012; urn:nbn:de:0159-2012041105.
- Daniel-Erasmus Khan: Die deutschen Staatsgrenzen. Rechtshistorische Grundlagen und offene Rechtsfragen (= Jus Publicum, Band 114). Mohr Siebeck, Tübingen 2004, ISBN 3-16-148403-7, S. 66–70; books.google.de
- Lothar Kettenacker: Nationalsozialistische Volkstumspolitik im Elsass. Deutsche Verlags-Anstalt, Stuttgart 1973, ISBN 3-421-01621-6 (zugleich Univ., Philos. Fak., Diss. Frankfurt (Main), 1968).
- Sophie Charlotte Preibusch: Verfassungsentwicklungen im Reichsland Elsaß-Lothringen 1871–1918. Integration durch Verfassungsrecht? Berliner Wissenschaftsverlag, Berlin 2010, ISBN 3-8305-1112-4 (= Berliner Juristische Universitätsschriften – Grundlagen des Rechts. Band 18); books.google.de
- Max Rehm: Reichsland Elsass-Lothringen: Regierung und Verwaltung 1871 bis 1918. Pfaehler-Verlag, Bad Neustadt 1991, ISBN 3-922923-77-1.
- François Roth: La Lorraine annexée, Études sur la Présidence de Lorraine dans l’Empire allemand (1871–1918). 2. Auflage. Metz 2007.
- Eugen Rümelin: Der staatsrechtliche Begriff der konstitutionellen Volksvertretung und dessen Anwendbarkeit auf den elsass-lothringischen Landesausschuss. Dissertation, Ruprecht-Karls-Universität Heidelberg, 1904.
- Hans-Ulrich Wehler: Elsaß-Lothringen von 1870 bis 1918. Das „Reichsland“ als politisch-staatsrechtliches Problem des zweiten deutschen Kaiserreichs. In: Kommission für geschichtliche Landeskunde in Baden-Württemberg (Hrsg.): Zeitschrift für die Geschichte des Oberrheins, Band 109/N.F. 70, Karlsruhe 1961, S. 133–199.
- Niels Wilcken: Architektur im Grenzraum. Das öffentliche Bauwesen in Elsaß-Lothringen (1871–1918) (= Veröffentlichungen des Instituts für Landeskunde im Saarland, Band 38). Inst. für Landeskunde im Saarland, Saarbrücken 2000, ISBN 3-923877-38-2.

### Zeitgenössische Abhandlungen, Beschreibungen und Berichte
- F. Althoff, Richard Förtsch, A. Harseim, A. Keller, A. Leoni: Sammlung der in Elsaß-Lothringen geltenden Gesetze. Band 1: Verfassungsrecht und Gesetzbücher. Karl J. Trübner, Straßburg 1880 (Google Books).
- Amtliche Nachrichten für Elsaß-Lothringen. Verordnungen und Bekanntmachungen des General-Gouverneurs, des Civil-Commissars und des Ober-Präsidenten – August 1870 bis Ende März 1879. (Abdruck aus den „Amtlichen Nachrichten“ der Straßburger Zeitung.) Karl J. Trübner, Straßburg 1879 (Google Books).
- Dietrich Günther von Berg: Mittheilungen über die forstlichen Verhältnisse in Elsass-Lothringen. R. Schultz & Cie., Straßburg 1883 (Google Books).
- Richard Böckh: Die natürlichen Grenzen Deutschlands gegen Frankreich. In: Unsere Zeit. Deutsche Revue der Gegenwart. Monatsschrift zum Conversations-Lexikon. Neue Folge, Sechster Jahrgang, Zweite Hälfte, F. A. Brockhaus, Leipzig 1870, S. 353–372 (Google Books).
- Ernst Bruck: Das Verfassungs- und Verwaltungsrecht von Elsaß-Lothringen. 3 Bände. Trübner, Straßburg 1908–1910.
- Elsass-Lothringen, Anhang zu: Hermann Schulze, Lehrbuch des deutschen Staatsrechtes. Zweites Buch: Das deutsche Reichsstaatsrecht. Breitkopf & Härtel, Leipzig 1886, S. 354–389 (Google Books).
- Elsaß-Lothringen. In: Meyers Großes Konversations-Lexikon. 6. Auflage. Band 5: Differenzgeschäfte–Erde. Bibliographisches Institut, Leipzig / Wien 1906, S. 725–736 (Digitalisat. zeno.org).
- Wilhelm Fischer: Manteuffel in Elsaß-Lothringen und seine Verdeutschungspolitik. M. Bernheim, Basel 1885 (Google Books).
- Hiram Kümper, Dieter Wegener: Eisenbahnbau im Elsass und in Lothringen (1881–84). In: Ernst Ehrhardt - Dombaumeister. Ein Architektenleben zwischen Preußen und Bremen. Bremen: Temmen 2022, S. 116–122.
- Ottokar Lorenz und Wilhelm Scherer: Geschichte des Elsasses von den ältesten Zeiten bis auf die Gegenwart. Bilder aus dem politischen und geistigen Leben der deutschen Westmark. Zweite Auflage, Duncker, Berlin 1872 (Google Books).
- Karl von Lumm: Die Entwicklung des Bankwesens in Elsass-Lothringen seit der Annexion. Gustav Fischer, Jena 1891 (Google Books).
- Wolfgang Menzel: Elsaß und Lothringen sind und bleiben unser, Zweite unveränderte Auflage, Verlag Kröner, Stuttgart 1870 (Google Books).
- Maximilian du Prel: Die Deutsche Verwaltung in Elsass-Lothringen 1870-1879. Denkschrift mit Benutzung amtlicher Quellen bearbeitet. Karl J. Trübner, Straßburg 1879 (Google Books).
- August Schricker: Elsaß-Lothringen im Reichstag vom Beginn der ersten Legislatur-Periode bis zur Einführung der Reichsverfassung. Nach den stenographischen Protokollen und Drucksachen des Reichstags redigiert und herausgegeben. Karl J. Trübner, Straßburg 1873 (Google Books).
- Verhandlungen des Landesausschusses für Elsaß-Lothringen. XX. Session. Januar–März 1893. 2. Band der Sitzungsberichte. Band 40, R. Schultz u. Comp., Straßburg 1893 (Google Books).
- Adolf Wohlwill: Geschichte des Elsasses in kurzer Uebersicht. Zweite Auflage, Meißner, Hamburg 1871 (Google Books).

### Schrifttum mit statistischen Angaben
- Vollständiges geographisch-topographisch-statistisches Orts-Lexikon von Elsass-Lothringen. Enthaltend: die Städte, Flecken, Dörfer, Schlösser, Gemeinden, Weiler, Berg- und Hüttenwerke, Höfe, Mühlen, Ruinen, Mineralquellen u. s. w. mit Angabe der geographischen Lage, Fabrik-, Industrie- u. sonstigen Gewerbethätigkeit, der Post-, Eisenbahn- u. Telegraphen-Stationen u. geschichtlichen Notizen etc. Nach amtlichen Quellen bearbeitet von H. Rudolph. Louis Zander, Leipzig 1872 (books.google.de).
- C. Stockert: Das Reichsland Elsaß-Lothringen. Geographischer Leitfaden für die Höheren Lehranstalten, Friedrich Bull, Straßburg 1873 (books.google.de).
- Georg Lang: Der Regierungs-Bezirk Lothringen. Statistisch-topographisches Handbuch, Verwaltungs-Schematismus und Adressbuch, Metz 1874 (books.google.de)
- Gustav Neumann: Das Deutsche Reich in geographischer, statistischer und topographischer Beziehung, Band II, Grg. Ferd. Otto Müller, Berlin 1874, S. 523–567 (books.google.de).
- Eugen H. Th. Huhn: Deutsch-Lothringen. Landes-, Volks- und Ortskunde. Stuttgart 1875 (books.google.de).
- Hermann Adalbert Daniel: Kleineres Handbuch der Geographie, Auszug aus des Verfassers vierbändigem Werke. Dritte Auflage. Fues’s Verlag (R. Reisland), Leipzig 1877, S. 988–991 (books.google.de).
- Statistisches Bureau des kaiserlichen Oberpräsidiums zu Straßburg: Statistische Beschreibung von Elsass-Lothringen. Band I, C. F. Schmidt’s Universitäts-Buchhandlung Friedrich Bull, Straßburg 1878 (Google Books).
- Statistisches Büreau des Kaiserlichen Ministeriums für Elsaß-Lothringen: Ortschafts-Verzeichniß von Elsaß-Lothringen. Aufgestellt auf Grund der Ergebnisse der Volkszählung vom 1. Dezember 1880. C. F. Schmidts Universitäts-Buchhandlung Friedrich Bull, Straßburg 1884 (books.google.de).
- Statistisches Büreau des Kaiserlichen Ministeriums für Elsass-Lothringen (Hrsg.): Statistisches Handbuch für Elsass-Lothringen. Erster Jahrgang. Straßburg 1885.
- Handbuch für Elsaß-Lothringen 1886 (Nach dem Stande vom 10. Juli 1886). Bearbeitet im Ministerium für Elsaß-Lothringen. Verlag Friedrich Bull, Straßburg 1886 (Google Books).
- Statistisches Büreau des Kaiserlichen Ministeriums für Elsass-Lothringen (Hrsg.): Statistisches Handbuch für Elsass-Lothringen. Straßburger Druckerei und Verlagsanstalt, Straßburg 1902; Textarchiv – Internet Archive.
- Statistisches Büreau des Kaiserlichen Ministeriums für Elsaß-Lothringen: Übersicht der Ortsentfernungen in Elsaß-Lothringen, R. Schultz & Comp., Straßburg 1886 (books.google.de).
- Statistisches Büreau des Kaiserlichen Ministeriums für Elsaß-Lothringen (Hrsg.): Die Bewegung der Bevölkerung in Elsaß-Lothringen. DuMont-Schauberg, Straßburg 1893 (= Statistische Mitteilungen, Band XXIII) (Google Books).
- Statistisches Büreau des Kaiserlichen Ministeriums für Elsaß-Lothringen (Hrsg.): Die alten Territorien des Elsaß nach dem Stande vom 1. Januar 1648. Mit Ortsverzeichnis und zwei Karten-Beilagen. DuMont-Schauberg, Straßburg 1896 (= Statistische Mitteilungen, Band XXVII); archive.org.
- Uebersicht über das endgiltige Ergebniß der Volkszählung vom 2. Dezember 1895 in Elsaß-Lothringen. In: Beiblatt zum Central- und Bezirks-Amtsblatt für Elsaß-Lothringen, Straßburg, den 21. November 1896, S. 297; Textarchiv – Internet Archive.
- Elsaß-Lothringen. In: Meyers Großes Konversations-Lexikon. 6. Auflage. Band 5: Differenzgeschäfte–Erde. Bibliographisches Institut, Leipzig / Wien 1906, S. 725–736 (Digitalisat. zeno.org).

### Geschichtsquellen
- Johann Peter Stupfel: Die Oberherrschaft und Oberlehnherrlichkeit Kaisers und Reichs über die Reichsständischen Landen, unmittelbare Territorien und Reichsstädte in Elsaß und Lothringen, blos aus öffentlichen Akten und Friedensschlüssen bewiesen, mit praktischen Anmerkungen über das Reichsgutachten vom 6ten August 1791. Teutschland im November 1791 (books.google.de).
- Carl Löper: Zur Geschichte des Verkehrs in Elsaß-Lothringen mit besonderer Berücksichtigung der Schiffahrt, des Post-, Eisenbahn- und Telegraphenwesens nach archivalischen und anderen Quellen nebst 32 auf das Verkehrsleben bezüglichen Urkunden aus der Zeit von 1350 bis 1779. Trübner, Straßburg 1873 (google.books.com).
- Franz Josef Mone: Urkunden über Lothringen vom 12. bis 16. Jahrhundert. In: Zeitschrift für die Geschichte des Oberrheins, Band 13, Karlsruhe 1861, S. 55–68 (google.books.com).
- Franz Josef Mone: Urkunden über Lothringen (Forts.). In: Zeitschrift für die Geschichte des Oberrheins, Band 13, Karlsruhe 1861, S. 410–417 (google.books.com).
- Franz Josef Mone: Urkunden über Lothringen (Forts.). In: Zeitschrift für die Geschichte des Oberrheins, Band 14, Karlsruhe 1862, S. 55–79 (google.books.com).
- Franz Josef Mone: Urkunden über Lothringen (Schluß). In: Zeitschrift für die Geschichte des Oberrheins, Band 14, Karlsruhe 1862, S. 398–427 (google.books.com).

## Film
- Die Elsässer: Ein französischer Spielfilm aus dem Jahre 1996 mit Irina Wanka und Sebastian Koch. Der Film besteht aus vier Episoden zu je 90 Minuten Dauer und erzählt die Geschichte des Elsaß zwischen 1870 und 1953 anhand der Geschichte fiktiver Familien.